# Llista d'asteroides (227001-228000)
Llista d'asteroides del 227.001 al 228.000, amb data de descoberta i descobridor. És un fragment de la llista d'asteroides completa. Als asteroides se'ls dona un número quan es confirma la seva òrbita, per tant apareixen llistats aproximadament segons la data de descobriment.

## 227001–227100
| Nom             | Designació provisional | Data de descobriment   | Lloc de descobriment | Descobridor/s     |
| --------------- | ---------------------- | ---------------------- | -------------------- | ----------------- |
| 227001          | 2004 XV80              | 10 de desembre de 2004 | Socorro              | LINEAR            |
| 227002          | 2004 XQ88              | 10 de desembre de 2004 | Socorro              | LINEAR            |
| 227003          | 2004 XF89              | 10 de desembre de 2004 | Campo Imperatore     | CINEOS            |
| 227004          | 2004 XA97              | 11 de desembre de 2004 | Kitt Peak            | Spacewatch        |
| 227005          | 2004 XR100             | 14 de desembre de 2004 | Socorro              | LINEAR            |
| 227006          | 2004 XC102             | 10 de desembre de 2004 | Socorro              | LINEAR            |
| 227007          | 2004 XO114             | 10 de desembre de 2004 | Anderson Mesa        | LONEOS            |
| 227008          | 2004 XZ115             | 12 de desembre de 2004 | Kitt Peak            | Spacewatch        |
| 227009          | 2004 XF121             | 14 de desembre de 2004 | Socorro              | LINEAR            |
| 227010          | 2004 XD124             | 10 de desembre de 2004 | Socorro              | LINEAR            |
| 227011          | 2004 XY125             | 11 de desembre de 2004 | Catalina             | CSS               |
| 227012          | 2004 XJ129             | 14 de desembre de 2004 | Catalina             | CSS               |
| 227013          | 2004 XP132             | 13 de desembre de 2004 | Catalina             | CSS               |
| 227014          | 2004 XU133             | 15 de desembre de 2004 | Socorro              | LINEAR            |
| 227015          | 2004 XN135             | 15 de desembre de 2004 | Socorro              | LINEAR            |
| 227016          | 2004 XC137             | 15 de desembre de 2004 | Socorro              | LINEAR            |
| 227017          | 2004 XM137             | 15 de desembre de 2004 | Socorro              | LINEAR            |
| 227018          | 2004 XZ142             | 9 de desembre de 2004  | Kitt Peak            | Spacewatch        |
| 227019          | 2004 XN149             | 15 de desembre de 2004 | Kitt Peak            | Spacewatch        |
| 227020          | 2004 XS155             | 12 de desembre de 2004 | Kitt Peak            | Spacewatch        |
| 227021          | 2004 XA168             | 3 de desembre de 2004  | Kitt Peak            | Spacewatch        |
| 227022          | 2004 XG177             | 11 de desembre de 2004 | Kitt Peak            | Spacewatch        |
| 227023          | 2004 XG180             | 14 de desembre de 2004 | Socorro              | LINEAR            |
| 227024          | 2004 YC1               | 16 de desembre de 2004 | Catalina             | CSS               |
| 227025          | 2004 YK24              | 16 de desembre de 2004 | Kitt Peak            | Spacewatch        |
| 227026          | 2004 YA26              | 19 de desembre de 2004 | Mount Lemmon         | Mt. Lemmon Survey |
| 227027          | 2004 YZ30              | 18 de desembre de 2004 | Socorro              | LINEAR            |
| 227028          | 2005 AD10              | 7 de gener de 2005     | Socorro              | LINEAR            |
| 227029          | 2005 AB15              | 6 de gener de 2005     | Catalina             | CSS               |
| 227030          | 2005 AO16              | 6 de gener de 2005     | Socorro              | LINEAR            |
| 227031          | 2005 AW22              | 7 de gener de 2005     | Socorro              | LINEAR            |
| 227032          | 2005 AU25              | 11 de gener de 2005    | Socorro              | LINEAR            |
| 227033          | 2005 AM26              | 11 de gener de 2005    | Wise                 | Wise              |
| 227034          | 2005 AK27              | 13 de gener de 2005    | Socorro              | LINEAR            |
| 227035          | 2005 AG35              | 13 de gener de 2005    | Socorro              | LINEAR            |
| 227036          | 2005 AR45              | 13 de gener de 2005    | Kitt Peak            | Spacewatch        |
| 227037          | 2005 AX51              | 13 de gener de 2005    | Kitt Peak            | Spacewatch        |
| 227038          | 2005 AU54              | 15 de gener de 2005    | Catalina             | CSS               |
| 227039          | 2005 AU73              | 15 de gener de 2005    | Kitt Peak            | Spacewatch        |
| 227040          | 2005 AZ81              | 15 de gener de 2005    | Socorro              | LINEAR            |
| 227041          | 2005 AL82              | 13 de gener de 2005    | Kitt Peak            | Spacewatch        |
| 227042          | 2005 BO2               | 16 de gener de 2005    | Socorro              | LINEAR            |
| 227043          | 2005 BF18              | 16 de gener de 2005    | Socorro              | LINEAR            |
| 227044          | 2005 BU23              | 17 de gener de 2005    | Kitt Peak            | Spacewatch        |
| 227045          | 2005 BZ27              | 20 de gener de 2005    | Anderson Mesa        | LONEOS            |
| 227046          | 2005 BE29              | 31 de gener de 2005    | Palomar              | NEAT              |
| 227047          | 2005 CH                | 1 de febrer de 2005    | Catalina             | CSS               |
| 227048          | 2005 CQ4               | 1 de febrer de 2005    | Kitt Peak            | Spacewatch        |
| 227049          | 2005 CN7               | 4 de febrer de 2005    | Socorro              | LINEAR            |
| 227050          | 2005 CB22              | 3 de febrer de 2005    | Socorro              | LINEAR            |
| 227051          | 2005 CY25              | 5 de febrer de 2005    | Uccle                | T. Pauwels        |
| 227052          | 2005 CK45              | 2 de febrer de 2005    | Kitt Peak            | Spacewatch        |
| 227053          | 2005 CP76              | 4 de febrer de 2005    | Palomar              | NEAT              |
| 227054          | 2005 EH38              | 1 de març de 2005      | Catalina             | CSS               |
| 227055          | 2005 EE39              | 7 de març de 2005      | Goodricke-Pigott     | R. A. Tucker      |
| 227056          | 2005 EJ45              | 3 de març de 2005      | Catalina             | CSS               |
| 227057          | 2005 ER93              | 8 de març de 2005      | Socorro              | LINEAR            |
| 227058          | 2005 EA119             | 7 de març de 2005      | Socorro              | LINEAR            |
| 227059          | 2005 EW153             | 9 de març de 2005      | Catalina             | CSS               |
| 227060          | 2005 EB202             | 8 de març de 2005      | Catalina             | CSS               |
| 227061          | 2005 EK209             | 4 de març de 2005      | Catalina             | CSS               |
| 227062          | 2005 EX262             | 13 de març de 2005     | Kitt Peak            | Spacewatch        |
| 227063          | 2005 EM291             | 10 de març de 2005     | Catalina             | CSS               |
| 227064          | 2005 FB7               | 30 de març de 2005     | Catalina             | CSS               |
| 227065 Romandia | 2005 GQ9               | 1 d'abril de 2005      | Vicques              | M. Ory            |
| 227066          | 2005 GB26              | 2 d'abril de 2005      | Mount Lemmon         | Mt. Lemmon Survey |
| 227067          | 2005 GC32              | 4 d'abril de 2005      | Mount Lemmon         | Mt. Lemmon Survey |
| 227068          | 2005 GX92              | 6 d'abril de 2005      | Mount Lemmon         | Mt. Lemmon Survey |
| 227069          | 2005 GK180             | 12 d'abril de 2005     | Anderson Mesa        | LONEOS            |
| 227070          | 2005 HV1               | 16 d'abril de 2005     | Kitt Peak            | Spacewatch        |
| 227071          | 2005 JF42              | 8 de maig de 2005      | Kitt Peak            | Spacewatch        |
| 227072          | 2005 JV43              | 3 de maig de 2005      | Kitt Peak            | Spacewatch        |
| 227073          | 2005 JO73              | 8 de maig de 2005      | Kitt Peak            | Spacewatch        |
| 227074          | 2005 JG89              | 11 de maig de 2005     | Kitt Peak            | Spacewatch        |
| 227075          | 2005 JQ104             | 10 de maig de 2005     | Catalina             | CSS               |
| 227076          | 2005 JT144             | 15 de maig de 2005     | Mount Lemmon         | Mt. Lemmon Survey |
| 227077          | 2005 LT18              | 8 de juny de 2005      | Kitt Peak            | Spacewatch        |
| 227078          | 2005 LZ18              | 8 de juny de 2005      | Kitt Peak            | Spacewatch        |
| 227079          | 2005 LD20              | 4 de juny de 2005      | Kitt Peak            | Spacewatch        |
| 227080          | 2005 LK30              | 12 de juny de 2005     | Kitt Peak            | Spacewatch        |
| 227081          | 2005 LM32              | 9 de juny de 2005      | Kitt Peak            | Spacewatch        |
| 227082          | 2005 LY49              | 11 de juny de 2005     | Kitt Peak            | Spacewatch        |
| 227083          | 2005 LV51              | 14 de juny de 2005     | Mount Lemmon         | Mt. Lemmon Survey |
| 227084          | 2005 LA53              | 13 de juny de 2005     | Mount Lemmon         | Mt. Lemmon Survey |
| 227085          | 2005 MZ                | 17 de juny de 2005     | Mount Lemmon         | Mt. Lemmon Survey |
| 227086          | 2005 MY2               | 18 de juny de 2005     | Mount Lemmon         | Mt. Lemmon Survey |
| 227087          | 2005 ME8               | 27 de juny de 2005     | Kitt Peak            | Spacewatch        |
| 227088          | 2005 MJ9               | 28 de juny de 2005     | Kitt Peak            | Spacewatch        |
| 227089          | 2005 MX10              | 27 de juny de 2005     | Kitt Peak            | Spacewatch        |
| 227090          | 2005 MU17              | 27 de juny de 2005     | Kitt Peak            | Spacewatch        |
| 227091          | 2005 MC21              | 30 de juny de 2005     | Palomar              | NEAT              |
| 227092          | 2005 MM21              | 30 de juny de 2005     | Kitt Peak            | Spacewatch        |
| 227093          | 2005 MZ25              | 27 de juny de 2005     | Campo Imperatore     | CINEOS            |
| 227094          | 2005 MF30              | 29 de juny de 2005     | Kitt Peak            | Spacewatch        |
| 227095          | 2005 MR36              | 30 de juny de 2005     | Kitt Peak            | Spacewatch        |
| 227096          | 2005 MU36              | 30 de juny de 2005     | Kitt Peak            | Spacewatch        |
| 227097          | 2005 MV36              | 30 de juny de 2005     | Kitt Peak            | Spacewatch        |
| 227098          | 2005 MU42              | 29 de juny de 2005     | Palomar              | NEAT              |
| 227099          | 2005 MR49              | 30 de juny de 2005     | Kitt Peak            | Spacewatch        |
| 227100          | 2005 MM50              | 30 de juny de 2005     | Kitt Peak            | Spacewatch        |

## 227101–227200
| Nom              | Designació provisional | Data de descobriment | Lloc de descobriment | Descobridor/s        |
| ---------------- | ---------------------- | -------------------- | -------------------- | -------------------- |
| 227101           | 2005 NW13              | 5 de juliol de 2005  | Kitt Peak            | Spacewatch           |
| 227102           | 2005 NH20              | 4 de juliol de 2005  | Socorro              | LINEAR               |
| 227103           | 2005 NX24              | 4 de juliol de 2005  | Kitt Peak            | Spacewatch           |
| 227104           | 2005 NO26              | 5 de juliol de 2005  | Mount Lemmon         | Mt. Lemmon Survey    |
| 227105           | 2005 NW28              | 5 de juliol de 2005  | Palomar              | NEAT                 |
| 227106           | 2005 NL35              | 5 de juliol de 2005  | Kitt Peak            | Spacewatch           |
| 227107           | 2005 ND36              | 5 de juliol de 2005  | Mount Lemmon         | Mt. Lemmon Survey    |
| 227108           | 2005 NH36              | 5 de juliol de 2005  | Palomar              | NEAT                 |
| 227109           | 2005 ND43              | 5 de juliol de 2005  | Palomar              | NEAT                 |
| 227110           | 2005 NT48              | 9 de juliol de 2005  | Kitt Peak            | Spacewatch           |
| 227111           | 2005 NH52              | 10 de juliol de 2005 | Catalina             | CSS                  |
| 227112           | 2005 NG54              | 10 de juliol de 2005 | Kitt Peak            | Spacewatch           |
| 227113           | 2005 NM55              | 7 de juliol de 2005  | Reedy Creek          | J. Broughton         |
| 227114           | 2005 NP57              | 5 de juliol de 2005  | Mount Lemmon         | Mt. Lemmon Survey    |
| 227115           | 2005 NW61              | 11 de juliol de 2005 | Kitt Peak            | Spacewatch           |
| 227116           | 2005 NM64              | 1 de juliol de 2005  | Kitt Peak            | Spacewatch           |
| 227117           | 2005 NU64              | 1 de juliol de 2005  | Kitt Peak            | Spacewatch           |
| 227118           | 2005 NL77              | 10 de juliol de 2005 | Kitt Peak            | Spacewatch           |
| 227119           | 2005 ND85              | 3 de juliol de 2005  | Apache Point         | Apache Point         |
| 227120           | 2005 NE85              | 3 de juliol de 2005  | Catalina             | CSS                  |
| 227121           | 2005 NA122             | 4 de juliol de 2005  | Palomar              | NEAT                 |
| 227122           | 2005 NW122             | 4 de juliol de 2005  | Palomar              | NEAT                 |
| 227123           | 2005 NR123             | 12 de juliol de 2005 | Kitt Peak            | Spacewatch           |
| 227124           | 2005 OE2               | 26 de juliol de 2005 | Reedy Creek          | J. Broughton         |
| 227125           | 2005 ON3               | 26 de juliol de 2005 | Reedy Creek          | J. Broughton         |
| 227126           | 2005 OP4               | 27 de juliol de 2005 | Palomar              | NEAT                 |
| 227127           | 2005 OB6               | 28 de juliol de 2005 | Palomar              | NEAT                 |
| 227128           | 2005 OJ7               | 28 de juliol de 2005 | Palomar              | NEAT                 |
| 227129           | 2005 OE9               | 26 de juliol de 2005 | Palomar              | NEAT                 |
| 227130           | 2005 OT9               | 27 de juliol de 2005 | Palomar              | NEAT                 |
| 227131           | 2005 OB10              | 27 de juliol de 2005 | Palomar              | NEAT                 |
| 227132           | 2005 OJ10              | 27 de juliol de 2005 | Palomar              | NEAT                 |
| 227133           | 2005 OR11              | 29 de juliol de 2005 | Palomar              | NEAT                 |
| 227134           | 2005 OR12              | 29 de juliol de 2005 | Palomar              | NEAT                 |
| 227135           | 2005 OE13              | 29 de juliol de 2005 | Palomar              | NEAT                 |
| 227136           | 2005 OL14              | 31 de juliol de 2005 | Siding Spring        | Siding Spring Survey |
| 227137           | 2005 OE15              | 29 de juliol de 2005 | Reedy Creek          | J. Broughton         |
| 227138           | 2005 OH15              | 30 de juliol de 2005 | Reedy Creek          | J. Broughton         |
| 227139           | 2005 OG26              | 29 de juliol de 2005 | Palomar              | NEAT                 |
| 227140           | 2005 OT27              | 28 de juliol de 2005 | Palomar              | NEAT                 |
| 227141           | 2005 PJ                | 1 d'agost de 2005    | Eskridge             | Eskridge             |
| 227142           | 2005 PL1               | 1 d'agost de 2005    | Siding Spring        | Siding Spring Survey |
| 227143           | 2005 PT1               | 1 d'agost de 2005    | Siding Spring        | Siding Spring Survey |
| 227144           | 2005 PG2               | 4 d'agost de 2005    | Crni Vrh             | Crni Vrh             |
| 227145           | 2005 PX2               | 2 d'agost de 2005    | Socorro              | LINEAR               |
| 227146           | 2005 PB3               | 2 d'agost de 2005    | Socorro              | LINEAR               |
| 227147           | 2005 PW5               | 10 d'agost de 2005   | Vicques              | M. Ory               |
| 227148           | 2005 PW10              | 4 d'agost de 2005    | Palomar              | NEAT                 |
| 227149           | 2005 PE14              | 4 d'agost de 2005    | Palomar              | NEAT                 |
| 227150           | 2005 PM15              | 4 d'agost de 2005    | Palomar              | NEAT                 |
| 227151 Desargues | 2005 PT16              | 10 d'agost de 2005   | Saint-Sulpice        | B. Christophe        |
| 227152           | 2005 PJ20              | 5 d'agost de 2005    | Vallemare Borbon     | V. S. Casulli        |
| 227153           | 2005 PQ23              | 9 d'agost de 2005    | Socorro              | LINEAR               |
| 227154           | 2005 QQ1               | 22 d'agost de 2005   | Palomar              | NEAT                 |
| 227155           | 2005 QD6               | 24 d'agost de 2005   | Palomar              | NEAT                 |
| 227156           | 2005 QY8               | 25 d'agost de 2005   | Palomar              | NEAT                 |
| 227157           | 2005 QR10              | 26 d'agost de 2005   | Campo Imperatore     | CINEOS               |
| 227158           | 2005 QW11              | 22 d'agost de 2005   | Siding Spring        | Siding Spring Survey |
| 227159           | 2005 QZ11              | 24 d'agost de 2005   | Palomar              | NEAT                 |
| 227160           | 2005 QP13              | 24 d'agost de 2005   | Palomar              | NEAT                 |
| 227161           | 2005 QT13              | 24 d'agost de 2005   | Palomar              | NEAT                 |
| 227162           | 2005 QH15              | 25 d'agost de 2005   | Palomar              | NEAT                 |
| 227163           | 2005 QE18              | 25 d'agost de 2005   | Palomar              | NEAT                 |
| 227164           | 2005 QX23              | 27 d'agost de 2005   | Kitt Peak            | Spacewatch           |
| 227165           | 2005 QK35              | 25 d'agost de 2005   | Palomar              | NEAT                 |
| 227166           | 2005 QD36              | 25 d'agost de 2005   | Palomar              | NEAT                 |
| 227167           | 2005 QJ36              | 25 d'agost de 2005   | Palomar              | NEAT                 |
| 227168           | 2005 QL36              | 25 d'agost de 2005   | Palomar              | NEAT                 |
| 227169           | 2005 QB37              | 25 d'agost de 2005   | Palomar              | NEAT                 |
| 227170           | 2005 QQ38              | 25 d'agost de 2005   | Campo Imperatore     | CINEOS               |
| 227171           | 2005 QF41              | 26 d'agost de 2005   | Anderson Mesa        | LONEOS               |
| 227172           | 2005 QP41              | 26 d'agost de 2005   | Anderson Mesa        | LONEOS               |
| 227173           | 2005 QT41              | 26 d'agost de 2005   | Anderson Mesa        | LONEOS               |
| 227174           | 2005 QU41              | 26 d'agost de 2005   | Anderson Mesa        | LONEOS               |
| 227175           | 2005 QP42              | 26 d'agost de 2005   | Anderson Mesa        | LONEOS               |
| 227176           | 2005 QW43              | 26 d'agost de 2005   | Palomar              | NEAT                 |
| 227177           | 2005 QY45              | 26 d'agost de 2005   | Palomar              | NEAT                 |
| 227178           | 2005 QX46              | 26 d'agost de 2005   | Palomar              | NEAT                 |
| 227179           | 2005 QL48              | 26 d'agost de 2005   | Palomar              | NEAT                 |
| 227180           | 2005 QU49              | 26 d'agost de 2005   | Palomar              | NEAT                 |
| 227181           | 2005 QU50              | 26 d'agost de 2005   | Palomar              | NEAT                 |
| 227182           | 2005 QW52              | 27 d'agost de 2005   | Siding Spring        | Siding Spring Survey |
| 227183           | 2005 QG54              | 28 d'agost de 2005   | Kitt Peak            | Spacewatch           |
| 227184           | 2005 QZ54              | 28 d'agost de 2005   | Anderson Mesa        | LONEOS               |
| 227185           | 2005 QL55              | 28 d'agost de 2005   | Kitt Peak            | Spacewatch           |
| 227186           | 2005 QV55              | 28 d'agost de 2005   | Kitt Peak            | Spacewatch           |
| 227187           | 2005 QL57              | 24 d'agost de 2005   | Palomar              | NEAT                 |
| 227188           | 2005 QH60              | 26 d'agost de 2005   | Palomar              | NEAT                 |
| 227189           | 2005 QS67              | 28 d'agost de 2005   | Kitt Peak            | Spacewatch           |
| 227190           | 2005 QA68              | 28 d'agost de 2005   | Siding Spring        | Siding Spring Survey |
| 227191           | 2005 QZ68              | 28 d'agost de 2005   | Siding Spring        | Siding Spring Survey |
| 227192           | 2005 QT69              | 29 d'agost de 2005   | Kitt Peak            | Spacewatch           |
| 227193           | 2005 QS70              | 29 d'agost de 2005   | Socorro              | LINEAR               |
| 227194           | 2005 QE72              | 29 d'agost de 2005   | Anderson Mesa        | LONEOS               |
| 227195           | 2005 QT74              | 29 d'agost de 2005   | Anderson Mesa        | LONEOS               |
| 227196           | 2005 QW76              | 29 d'agost de 2005   | Vail-Jarnac          | Jarnac               |
| 227197           | 2005 QK78              | 25 d'agost de 2005   | Palomar              | NEAT                 |
| 227198           | 2005 QG82              | 29 d'agost de 2005   | Anderson Mesa        | LONEOS               |
| 227199           | 2005 QS95              | 27 d'agost de 2005   | Palomar              | NEAT                 |
| 227200           | 2005 QQ97              | 27 d'agost de 2005   | Palomar              | NEAT                 |

## 227201–227300
| Nom    | Designació provisional | Data de descobriment   | Lloc de descobriment | Descobridor/s        |
| ------ | ---------------------- | ---------------------- | -------------------- | -------------------- |
| 227201 | 2005 QY103             | 27 d'agost de 2005     | Palomar              | NEAT                 |
| 227202 | 2005 QG107             | 27 d'agost de 2005     | Palomar              | NEAT                 |
| 227203 | 2005 QY111             | 27 d'agost de 2005     | Palomar              | NEAT                 |
| 227204 | 2005 QZ119             | 28 d'agost de 2005     | Kitt Peak            | Spacewatch           |
| 227205 | 2005 QM139             | 28 d'agost de 2005     | Kitt Peak            | Spacewatch           |
| 227206 | 2005 QC145             | 27 d'agost de 2005     | Palomar              | NEAT                 |
| 227207 | 2005 QK145             | 27 d'agost de 2005     | Anderson Mesa        | LONEOS               |
| 227208 | 2005 QD148             | 28 d'agost de 2005     | Siding Spring        | Siding Spring Survey |
| 227209 | 2005 QC150             | 27 d'agost de 2005     | Kitt Peak            | Spacewatch           |
| 227210 | 2005 QH152             | 31 d'agost de 2005     | Kitt Peak            | Spacewatch           |
| 227211 | 2005 QB156             | 30 d'agost de 2005     | Palomar              | NEAT                 |
| 227212 | 2005 QN159             | 28 d'agost de 2005     | Anderson Mesa        | LONEOS               |
| 227213 | 2005 QP164             | 31 d'agost de 2005     | Palomar              | NEAT                 |
| 227214 | 2005 QU177             | 31 d'agost de 2005     | Anderson Mesa        | LONEOS               |
| 227215 | 2005 QK178             | 26 d'agost de 2005     | Palomar              | NEAT                 |
| 227216 | 2005 QA179             | 24 d'agost de 2005     | Palomar              | NEAT                 |
| 227217 | 2005 QR182             | 31 d'agost de 2005     | Kitt Peak            | Spacewatch           |
| 227218 | 2005 RU3               | 5 de setembre de 2005  | Piszkesteto          | Piszkesteto          |
| 227219 | 2005 RZ4               | 7 de setembre de 2005  | Uccle                | T. Pauwels           |
| 227220 | 2005 RQ7               | 8 de setembre de 2005  | Socorro              | LINEAR               |
| 227221 | 2005 RH8               | 8 de setembre de 2005  | Socorro              | LINEAR               |
| 227222 | 2005 RL10              | 8 de setembre de 2005  | Socorro              | LINEAR               |
| 227223 | 2005 RA21              | 1 de setembre de 2005  | Campo Imperatore     | CINEOS               |
| 227224 | 2005 RY21              | 6 de setembre de 2005  | Socorro              | LINEAR               |
| 227225 | 2005 RG26              | 12 de setembre de 2005 | Vail-Jarnac          | Jarnac               |
| 227226 | 2005 RV29              | 8 de setembre de 2005  | Socorro              | LINEAR               |
| 227227 | 2005 RW29              | 8 de setembre de 2005  | Socorro              | LINEAR               |
| 227228 | 2005 RA33              | 11 de setembre de 2005 | Socorro              | LINEAR               |
| 227229 | 2005 RE40              | 5 de setembre de 2005  | Catalina             | CSS                  |
| 227230 | 2005 RZ40              | 12 de setembre de 2005 | Kitt Peak            | Spacewatch           |
| 227231 | 2005 RJ42              | 14 de setembre de 2005 | Kitt Peak            | Spacewatch           |
| 227232 | 2005 SX2               | 23 de setembre de 2005 | Catalina             | CSS                  |
| 227233 | 2005 SH5               | 23 de setembre de 2005 | Catalina             | CSS                  |
| 227234 | 2005 SR5               | 23 de setembre de 2005 | Catalina             | CSS                  |
| 227235 | 2005 SD6               | 23 de setembre de 2005 | Kitt Peak            | Spacewatch           |
| 227236 | 2005 SW7               | 25 de setembre de 2005 | Catalina             | CSS                  |
| 227237 | 2005 SR22              | 23 de setembre de 2005 | Kitt Peak            | Spacewatch           |
| 227238 | 2005 SL28              | 23 de setembre de 2005 | Kitt Peak            | Spacewatch           |
| 227239 | 2005 SG30              | 23 de setembre de 2005 | Kitt Peak            | Spacewatch           |
| 227240 | 2005 SW32              | 23 de setembre de 2005 | Kitt Peak            | Spacewatch           |
| 227241 | 2005 SU34              | 23 de setembre de 2005 | Kitt Peak            | Spacewatch           |
| 227242 | 2005 SG35              | 23 de setembre de 2005 | Kitt Peak            | Spacewatch           |
| 227243 | 2005 SH36              | 24 de setembre de 2005 | Kitt Peak            | Spacewatch           |
| 227244 | 2005 SL36              | 24 de setembre de 2005 | Kitt Peak            | Spacewatch           |
| 227245 | 2005 SG42              | 24 de setembre de 2005 | Kitt Peak            | Spacewatch           |
| 227246 | 2005 SF46              | 24 de setembre de 2005 | Kitt Peak            | Spacewatch           |
| 227247 | 2005 SC50              | 24 de setembre de 2005 | Kitt Peak            | Spacewatch           |
| 227248 | 2005 SJ54              | 25 de setembre de 2005 | Kitt Peak            | Spacewatch           |
| 227249 | 2005 SU54              | 25 de setembre de 2005 | Kitt Peak            | Spacewatch           |
| 227250 | 2005 ST59              | 26 de setembre de 2005 | Kitt Peak            | Spacewatch           |
| 227251 | 2005 SJ64              | 26 de setembre de 2005 | Kitt Peak            | Spacewatch           |
| 227252 | 2005 SZ74              | 24 de setembre de 2005 | Kitt Peak            | Spacewatch           |
| 227253 | 2005 SW75              | 24 de setembre de 2005 | Kitt Peak            | Spacewatch           |
| 227254 | 2005 SY76              | 24 de setembre de 2005 | Kitt Peak            | Spacewatch           |
| 227255 | 2005 SB78              | 24 de setembre de 2005 | Kitt Peak            | Spacewatch           |
| 227256 | 2005 SS79              | 24 de setembre de 2005 | Kitt Peak            | Spacewatch           |
| 227257 | 2005 SD82              | 24 de setembre de 2005 | Kitt Peak            | Spacewatch           |
| 227258 | 2005 SV83              | 24 de setembre de 2005 | Kitt Peak            | Spacewatch           |
| 227259 | 2005 SR91              | 24 de setembre de 2005 | Kitt Peak            | Spacewatch           |
| 227260 | 2005 SF92              | 24 de setembre de 2005 | Kitt Peak            | Spacewatch           |
| 227261 | 2005 SE93              | 24 de setembre de 2005 | Kitt Peak            | Spacewatch           |
| 227262 | 2005 SL98              | 25 de setembre de 2005 | Kitt Peak            | Spacewatch           |
| 227263 | 2005 SH113             | 27 de setembre de 2005 | Kitt Peak            | Spacewatch           |
| 227264 | 2005 SR115             | 27 de setembre de 2005 | Kitt Peak            | Spacewatch           |
| 227265 | 2005 SS119             | 29 de setembre de 2005 | Kitt Peak            | Spacewatch           |
| 227266 | 2005 SN121             | 29 de setembre de 2005 | Kitt Peak            | Spacewatch           |
| 227267 | 2005 SQ123             | 29 de setembre de 2005 | Anderson Mesa        | LONEOS               |
| 227268 | 2005 SW123             | 29 de setembre de 2005 | Anderson Mesa        | LONEOS               |
| 227269 | 2005 SJ125             | 29 de setembre de 2005 | Mount Lemmon         | Mt. Lemmon Survey    |
| 227270 | 2005 SY127             | 29 de setembre de 2005 | Mount Lemmon         | Mt. Lemmon Survey    |
| 227271 | 2005 SK128             | 29 de setembre de 2005 | Mount Lemmon         | Mt. Lemmon Survey    |
| 227272 | 2005 SU133             | 29 de setembre de 2005 | Kitt Peak            | Spacewatch           |
| 227273 | 2005 SY135             | 24 de setembre de 2005 | Kitt Peak            | Spacewatch           |
| 227274 | 2005 SX140             | 25 de setembre de 2005 | Kitt Peak            | Spacewatch           |
| 227275 | 2005 SG145             | 25 de setembre de 2005 | Kitt Peak            | Spacewatch           |
| 227276 | 2005 SF146             | 25 de setembre de 2005 | Palomar              | NEAT                 |
| 227277 | 2005 SL152             | 25 de setembre de 2005 | Kitt Peak            | Spacewatch           |
| 227278 | 2005 SX159             | 27 de setembre de 2005 | Kitt Peak            | Spacewatch           |
| 227279 | 2005 SR161             | 27 de setembre de 2005 | Kitt Peak            | Spacewatch           |
| 227280 | 2005 SF163             | 27 de setembre de 2005 | Kitt Peak            | Spacewatch           |
| 227281 | 2005 SK163             | 27 de setembre de 2005 | Kitt Peak            | Spacewatch           |
| 227282 | 2005 SD166             | 28 de setembre de 2005 | Palomar              | NEAT                 |
| 227283 | 2005 SC169             | 29 de setembre de 2005 | Kitt Peak            | Spacewatch           |
| 227284 | 2005 SL171             | 29 de setembre de 2005 | Kitt Peak            | Spacewatch           |
| 227285 | 2005 SG172             | 29 de setembre de 2005 | Kitt Peak            | Spacewatch           |
| 227286 | 2005 SO178             | 29 de setembre de 2005 | Anderson Mesa        | LONEOS               |
| 227287 | 2005 SJ179             | 29 de setembre de 2005 | Anderson Mesa        | LONEOS               |
| 227288 | 2005 SS179             | 29 de setembre de 2005 | Anderson Mesa        | LONEOS               |
| 227289 | 2005 SZ183             | 29 de setembre de 2005 | Kitt Peak            | Spacewatch           |
| 227290 | 2005 SW189             | 29 de setembre de 2005 | Anderson Mesa        | LONEOS               |
| 227291 | 2005 SX195             | 30 de setembre de 2005 | Kitt Peak            | Spacewatch           |
| 227292 | 2005 SC206             | 30 de setembre de 2005 | Anderson Mesa        | LONEOS               |
| 227293 | 2005 SC208             | 30 de setembre de 2005 | Kitt Peak            | Spacewatch           |
| 227294 | 2005 SO215             | 30 de setembre de 2005 | Catalina             | CSS                  |
| 227295 | 2005 SP219             | 30 de setembre de 2005 | Mount Lemmon         | Mt. Lemmon Survey    |
| 227296 | 2005 SY224             | 29 de setembre de 2005 | Kitt Peak            | Spacewatch           |
| 227297 | 2005 SH232             | 30 de setembre de 2005 | Mount Lemmon         | Mt. Lemmon Survey    |
| 227298 | 2005 SH247             | 30 de setembre de 2005 | Kitt Peak            | Spacewatch           |
| 227299 | 2005 SC251             | 24 de setembre de 2005 | Palomar              | NEAT                 |
| 227300 | 2005 SP261             | 22 de setembre de 2005 | Palomar              | NEAT                 |

## 227301–227400
| Nom              | Designació provisional | Data de descobriment   | Lloc de descobriment | Descobridor/s     |
| ---------------- | ---------------------- | ---------------------- | -------------------- | ----------------- |
| 227301           | 2005 SU261             | 22 de setembre de 2005 | Palomar              | NEAT              |
| 227302           | 2005 SV265             | 28 de setembre de 2005 | Palomar              | NEAT              |
| 227303           | 2005 SK266             | 29 de setembre de 2005 | Anderson Mesa        | LONEOS            |
| 227304           | 2005 SL266             | 29 de setembre de 2005 | Anderson Mesa        | LONEOS            |
| 227305           | 2005 SV271             | 27 de setembre de 2005 | Kitt Peak            | Spacewatch        |
| 227306           | 2005 TE8               | 1 d'octubre de 2005    | Kitt Peak            | Spacewatch        |
| 227307           | 2005 TN11              | 1 d'octubre de 2005    | Mount Lemmon         | Mt. Lemmon Survey |
| 227308           | 2005 TT12              | 1 d'octubre de 2005    | Anderson Mesa        | LONEOS            |
| 227309           | 2005 TN20              | 1 d'octubre de 2005    | Mount Lemmon         | Mt. Lemmon Survey |
| 227310           | 2005 TN29              | 2 d'octubre de 2005    | Catalina             | CSS               |
| 227311           | 2005 TC31              | 1 d'octubre de 2005    | Socorro              | LINEAR            |
| 227312           | 2005 TV31              | 1 d'octubre de 2005    | Socorro              | LINEAR            |
| 227313           | 2005 TE35              | 1 d'octubre de 2005    | Kitt Peak            | Spacewatch        |
| 227314           | 2005 TT61              | 3 d'octubre de 2005    | Kitt Peak            | Spacewatch        |
| 227315           | 2005 TM62              | 4 d'octubre de 2005    | Mount Lemmon         | Mt. Lemmon Survey |
| 227316           | 2005 TZ62              | 4 d'octubre de 2005    | Mount Lemmon         | Mt. Lemmon Survey |
| 227317           | 2005 TR68              | 6 d'octubre de 2005    | Kitt Peak            | Spacewatch        |
| 227318           | 2005 TX86              | 5 d'octubre de 2005    | Kitt Peak            | Spacewatch        |
| 227319           | 2005 TF88              | 5 d'octubre de 2005    | Catalina             | CSS               |
| 227320           | 2005 TD97              | 6 d'octubre de 2005    | Mount Lemmon         | Mt. Lemmon Survey |
| 227321           | 2005 TL106             | 10 d'octubre de 2005   | Kitt Peak            | Spacewatch        |
| 227322           | 2005 TN121             | 7 d'octubre de 2005    | Catalina             | CSS               |
| 227323           | 2005 TA123             | 7 d'octubre de 2005    | Kitt Peak            | Spacewatch        |
| 227324           | 2005 TK137             | 6 d'octubre de 2005    | Kitt Peak            | Spacewatch        |
| 227325           | 2005 TB151             | 8 d'octubre de 2005    | Kitt Peak            | Spacewatch        |
| 227326 Narodychi | 2005 TB152             | 11 d'octubre de 2005   | Andrushivka          | Andrushivka       |
| 227327           | 2005 TT161             | 9 d'octubre de 2005    | Kitt Peak            | Spacewatch        |
| 227328           | 2005 TJ170             | 10 d'octubre de 2005   | Kitt Peak            | Spacewatch        |
| 227329           | 2005 TQ190             | 1 d'octubre de 2005    | Kitt Peak            | Spacewatch        |
| 227330           | 2005 UM                | 23 d'octubre de 2005   | Socorro              | LINEAR            |
| 227331           | 2005 UW                | 23 d'octubre de 2005   | Wrightwood           | J. W. Young       |
| 227332           | 2005 UF2               | 23 d'octubre de 2005   | Junk Bond            | D. Healy          |
| 227333           | 2005 UL2               | 23 d'octubre de 2005   | Goodricke-Pigott     | R. A. Tucker      |
| 227334           | 2005 UJ3               | 24 d'octubre de 2005   | Goodricke-Pigott     | R. A. Tucker      |
| 227335           | 2005 UY3               | 25 d'octubre de 2005   | Nashville            | R. Clingan        |
| 227336           | 2005 UJ7               | 27 d'octubre de 2005   | Mayhill              | E. Guido          |
| 227337           | 2005 UH8               | 27 d'octubre de 2005   | Ottmarsheim          | C. Rinner         |
| 227338           | 2005 UX8               | 20 d'octubre de 2005   | Palomar              | NEAT              |
| 227339           | 2005 UL27              | 23 d'octubre de 2005   | Catalina             | CSS               |
| 227340           | 2005 UR50              | 23 d'octubre de 2005   | Catalina             | CSS               |
| 227341           | 2005 US53              | 23 d'octubre de 2005   | Catalina             | CSS               |
| 227342           | 2005 UX58              | 24 d'octubre de 2005   | Kitt Peak            | Spacewatch        |
| 227343           | 2005 UC59              | 24 d'octubre de 2005   | Kitt Peak            | Spacewatch        |
| 227344           | 2005 UN61              | 25 d'octubre de 2005   | Mount Lemmon         | Mt. Lemmon Survey |
| 227345           | 2005 UX66              | 22 d'octubre de 2005   | Palomar              | NEAT              |
| 227346           | 2005 UA67              | 22 d'octubre de 2005   | Kitt Peak            | Spacewatch        |
| 227347           | 2005 UK74              | 23 d'octubre de 2005   | Palomar              | NEAT              |
| 227348           | 2005 UB79              | 25 d'octubre de 2005   | Catalina             | CSS               |
| 227349           | 2005 UQ80              | 25 d'octubre de 2005   | Catalina             | CSS               |
| 227350           | 2005 UJ81              | 27 d'octubre de 2005   | Mount Lemmon         | Mt. Lemmon Survey |
| 227351           | 2005 UM87              | 22 d'octubre de 2005   | Kitt Peak            | Spacewatch        |
| 227352           | 2005 UG88              | 22 d'octubre de 2005   | Kitt Peak            | Spacewatch        |
| 227353           | 2005 UQ100             | 22 d'octubre de 2005   | Kitt Peak            | Spacewatch        |
| 227354           | 2005 UV102             | 22 d'octubre de 2005   | Kitt Peak            | Spacewatch        |
| 227355           | 2005 UU111             | 22 d'octubre de 2005   | Kitt Peak            | Spacewatch        |
| 227356           | 2005 UD125             | 24 d'octubre de 2005   | Kitt Peak            | Spacewatch        |
| 227357           | 2005 UN125             | 24 d'octubre de 2005   | Kitt Peak            | Spacewatch        |
| 227358           | 2005 UZ127             | 24 d'octubre de 2005   | Kitt Peak            | Spacewatch        |
| 227359           | 2005 UP131             | 24 d'octubre de 2005   | Palomar              | NEAT              |
| 227360           | 2005 UK138             | 25 d'octubre de 2005   | Mount Lemmon         | Mt. Lemmon Survey |
| 227361           | 2005 UV148             | 26 d'octubre de 2005   | Kitt Peak            | Spacewatch        |
| 227362           | 2005 UD153             | 26 d'octubre de 2005   | Kitt Peak            | Spacewatch        |
| 227363           | 2005 UB160             | 22 d'octubre de 2005   | Catalina             | CSS               |
| 227364           | 2005 UU163             | 24 d'octubre de 2005   | Kitt Peak            | Spacewatch        |
| 227365           | 2005 UK164             | 24 d'octubre de 2005   | Kitt Peak            | Spacewatch        |
| 227366           | 2005 UZ166             | 24 d'octubre de 2005   | Kitt Peak            | Spacewatch        |
| 227367           | 2005 UB167             | 24 d'octubre de 2005   | Kitt Peak            | Spacewatch        |
| 227368           | 2005 UP172             | 24 d'octubre de 2005   | Kitt Peak            | Spacewatch        |
| 227369           | 2005 US180             | 24 d'octubre de 2005   | Kitt Peak            | Spacewatch        |
| 227370           | 2005 UV190             | 27 d'octubre de 2005   | Mount Lemmon         | Mt. Lemmon Survey |
| 227371           | 2005 UT191             | 27 d'octubre de 2005   | Mount Lemmon         | Mt. Lemmon Survey |
| 227372           | 2005 UL203             | 25 d'octubre de 2005   | Mount Lemmon         | Mt. Lemmon Survey |
| 227373           | 2005 UH213             | 20 d'octubre de 2005   | Palomar              | NEAT              |
| 227374           | 2005 UH216             | 25 d'octubre de 2005   | Catalina             | CSS               |
| 227375           | 2005 UA227             | 25 d'octubre de 2005   | Kitt Peak            | Spacewatch        |
| 227376           | 2005 UM233             | 25 d'octubre de 2005   | Kitt Peak            | Spacewatch        |
| 227377           | 2005 UV238             | 25 d'octubre de 2005   | Kitt Peak            | Spacewatch        |
| 227378           | 2005 UE241             | 25 d'octubre de 2005   | Kitt Peak            | Spacewatch        |
| 227379           | 2005 UQ244             | 25 d'octubre de 2005   | Kitt Peak            | Spacewatch        |
| 227380           | 2005 UJ255             | 24 d'octubre de 2005   | Kitt Peak            | Spacewatch        |
| 227381           | 2005 US256             | 25 d'octubre de 2005   | Mount Lemmon         | Mt. Lemmon Survey |
| 227382           | 2005 UV265             | 27 d'octubre de 2005   | Kitt Peak            | Spacewatch        |
| 227383           | 2005 UB266             | 27 d'octubre de 2005   | Kitt Peak            | Spacewatch        |
| 227384           | 2005 UT275             | 23 d'octubre de 2005   | Palomar              | NEAT              |
| 227385           | 2005 UA284             | 26 d'octubre de 2005   | Kitt Peak            | Spacewatch        |
| 227386           | 2005 UJ297             | 26 d'octubre de 2005   | Kitt Peak            | Spacewatch        |
| 227387           | 2005 UQ298             | 26 d'octubre de 2005   | Kitt Peak            | Spacewatch        |
| 227388           | 2005 UE301             | 26 d'octubre de 2005   | Kitt Peak            | Spacewatch        |
| 227389           | 2005 UH310             | 29 d'octubre de 2005   | Mount Lemmon         | Mt. Lemmon Survey |
| 227390           | 2005 UQ311             | 29 d'octubre de 2005   | Mount Lemmon         | Mt. Lemmon Survey |
| 227391           | 2005 UW319             | 27 d'octubre de 2005   | Kitt Peak            | Spacewatch        |
| 227392           | 2005 UP342             | 31 d'octubre de 2005   | Catalina             | CSS               |
| 227393           | 2005 UL345             | 29 d'octubre de 2005   | Mount Lemmon         | Mt. Lemmon Survey |
| 227394           | 2005 UR351             | 29 d'octubre de 2005   | Catalina             | CSS               |
| 227395           | 2005 UD364             | 27 d'octubre de 2005   | Kitt Peak            | Spacewatch        |
| 227396           | 2005 UC374             | 27 d'octubre de 2005   | Kitt Peak            | Spacewatch        |
| 227397           | 2005 UO377             | 28 d'octubre de 2005   | Mount Lemmon         | Mt. Lemmon Survey |
| 227398           | 2005 UW388             | 27 d'octubre de 2005   | Mount Lemmon         | Mt. Lemmon Survey |
| 227399           | 2005 UW394             | 30 d'octubre de 2005   | Mount Lemmon         | Mt. Lemmon Survey |
| 227400           | 2005 UK398             | 30 d'octubre de 2005   | Mount Lemmon         | Mt. Lemmon Survey |

## 227401–227500
| Nom    | Designació provisional | Data de descobriment   | Lloc de descobriment | Descobridor/s     |
| ------ | ---------------------- | ---------------------- | -------------------- | ----------------- |
| 227401 | 2005 UM403             | 29 d'octubre de 2005   | Mount Lemmon         | Mt. Lemmon Survey |
| 227402 | 2005 UF411             | 31 d'octubre de 2005   | Mount Lemmon         | Mt. Lemmon Survey |
| 227403 | 2005 UA432             | 28 d'octubre de 2005   | Kitt Peak            | Spacewatch        |
| 227404 | 2005 UE433             | 28 d'octubre de 2005   | Kitt Peak            | Spacewatch        |
| 227405 | 2005 UT441             | 29 d'octubre de 2005   | Mount Lemmon         | Mt. Lemmon Survey |
| 227406 | 2005 UJ445             | 31 d'octubre de 2005   | Kitt Peak            | Spacewatch        |
| 227407 | 2005 UN446             | 29 d'octubre de 2005   | Catalina             | CSS               |
| 227408 | 2005 UZ448             | 30 d'octubre de 2005   | Kitt Peak            | Spacewatch        |
| 227409 | 2005 UA451             | 27 d'octubre de 2005   | Mount Lemmon         | Mt. Lemmon Survey |
| 227410 | 2005 UN457             | 31 d'octubre de 2005   | Palomar              | NEAT              |
| 227411 | 2005 UR459             | 27 d'octubre de 2005   | Mount Lemmon         | Mt. Lemmon Survey |
| 227412 | 2005 UG476             | 23 d'octubre de 2005   | Catalina             | CSS               |
| 227413 | 2005 UK497             | 27 d'octubre de 2005   | Socorro              | LINEAR            |
| 227414 | 2005 US501             | 27 d'octubre de 2005   | Catalina             | CSS               |
| 227415 | 2005 US508             | 24 d'octubre de 2005   | Kitt Peak            | Spacewatch        |
| 227416 | 2005 UD509             | 25 d'octubre de 2005   | Mount Lemmon         | Mt. Lemmon Survey |
| 227417 | 2005 UK513             | 24 d'octubre de 2005   | Kitt Peak            | Spacewatch        |
| 227418 | 2005 UJ517             | 25 d'octubre de 2005   | Apache Point         | A. C. Becker      |
| 227419 | 2005 VQ4               | 7 de novembre de 2005  | Marly                | Observatoire Naef |
| 227420 | 2005 VP26              | 3 de novembre de 2005  | Kitt Peak            | Spacewatch        |
| 227421 | 2005 VJ32              | 4 de novembre de 2005  | Kitt Peak            | Spacewatch        |
| 227422 | 2005 VN34              | 3 de novembre de 2005  | Catalina             | CSS               |
| 227423 | 2005 VC42              | 3 de novembre de 2005  | Catalina             | CSS               |
| 227424 | 2005 VR58              | 5 de novembre de 2005  | Kitt Peak            | Spacewatch        |
| 227425 | 2005 VR66              | 1 de novembre de 2005  | Mount Lemmon         | Mt. Lemmon Survey |
| 227426 | 2005 VB70              | 1 de novembre de 2005  | Mount Lemmon         | Mt. Lemmon Survey |
| 227427 | 2005 VX78              | 6 de novembre de 2005  | Mount Lemmon         | Mt. Lemmon Survey |
| 227428 | 2005 VC81              | 5 de novembre de 2005  | Kitt Peak            | Spacewatch        |
| 227429 | 2005 VQ81              | 5 de novembre de 2005  | Kitt Peak            | Spacewatch        |
| 227430 | 2005 VX98              | 10 de novembre de 2005 | Catalina             | CSS               |
| 227431 | 2005 VF109             | 6 de novembre de 2005  | Mount Lemmon         | Mt. Lemmon Survey |
| 227432 | 2005 VN115             | 11 de novembre de 2005 | Kitt Peak            | Spacewatch        |
| 227433 | 2005 VF122             | 1 de novembre de 2005  | Palomar              | NEAT              |
| 227434 | 2005 VV123             | 6 de novembre de 2005  | Mount Lemmon         | Mt. Lemmon Survey |
| 227435 | 2005 WQ15              | 22 de novembre de 2005 | Kitt Peak            | Spacewatch        |
| 227436 | 2005 WF20              | 21 de novembre de 2005 | Kitt Peak            | Spacewatch        |
| 227437 | 2005 WB22              | 21 de novembre de 2005 | Kitt Peak            | Spacewatch        |
| 227438 | 2005 WN26              | 21 de novembre de 2005 | Kitt Peak            | Spacewatch        |
| 227439 | 2005 WM29              | 21 de novembre de 2005 | Kitt Peak            | Spacewatch        |
| 227440 | 2005 WN30              | 21 de novembre de 2005 | Kitt Peak            | Spacewatch        |
| 227441 | 2005 WC31              | 21 de novembre de 2005 | Kitt Peak            | Spacewatch        |
| 227442 | 2005 WN33              | 21 de novembre de 2005 | Kitt Peak            | Spacewatch        |
| 227443 | 2005 WW37              | 22 de novembre de 2005 | Kitt Peak            | Spacewatch        |
| 227444 | 2005 WS38              | 22 de novembre de 2005 | Kitt Peak            | Spacewatch        |
| 227445 | 2005 WR45              | 22 de novembre de 2005 | Kitt Peak            | Spacewatch        |
| 227446 | 2005 WF47              | 25 de novembre de 2005 | Kitt Peak            | Spacewatch        |
| 227447 | 2005 WF48              | 25 de novembre de 2005 | Mount Lemmon         | Mt. Lemmon Survey |
| 227448 | 2005 WL53              | 25 de novembre de 2005 | Mount Lemmon         | Mt. Lemmon Survey |
| 227449 | 2005 WC54              | 25 de novembre de 2005 | Mount Lemmon         | Mt. Lemmon Survey |
| 227450 | 2005 WA62              | 25 de novembre de 2005 | Kitt Peak            | Spacewatch        |
| 227451 | 2005 WA68              | 22 de novembre de 2005 | Kitt Peak            | Spacewatch        |
| 227452 | 2005 WN73              | 25 de novembre de 2005 | Mount Lemmon         | Mt. Lemmon Survey |
| 227453 | 2005 WR74              | 28 de novembre de 2005 | Palomar              | NEAT              |
| 227454 | 2005 WJ99              | 28 de novembre de 2005 | Mount Lemmon         | Mt. Lemmon Survey |
| 227455 | 2005 WO99              | 28 de novembre de 2005 | Mount Lemmon         | Mt. Lemmon Survey |
| 227456 | 2005 WS99              | 28 de novembre de 2005 | Mount Lemmon         | Mt. Lemmon Survey |
| 227457 | 2005 WQ101             | 29 de novembre de 2005 | Kitt Peak            | Spacewatch        |
| 227458 | 2005 WB103             | 26 de novembre de 2005 | Kitt Peak            | Spacewatch        |
| 227459 | 2005 WV103             | 28 de novembre de 2005 | Palomar              | NEAT              |
| 227460 | 2005 WF104             | 28 de novembre de 2005 | Catalina             | CSS               |
| 227461 | 2005 WF113             | 25 de novembre de 2005 | Catalina             | CSS               |
| 227462 | 2005 WX115             | 30 de novembre de 2005 | Socorro              | LINEAR            |
| 227463 | 2005 WF117             | 30 de novembre de 2005 | Socorro              | LINEAR            |
| 227464 | 2005 WK120             | 29 de novembre de 2005 | Mount Lemmon         | Mt. Lemmon Survey |
| 227465 | 2005 WR120             | 29 de novembre de 2005 | Mount Lemmon         | Mt. Lemmon Survey |
| 227466 | 2005 WO121             | 30 de novembre de 2005 | Mount Lemmon         | Mt. Lemmon Survey |
| 227467 | 2005 WH134             | 25 de novembre de 2005 | Mount Lemmon         | Mt. Lemmon Survey |
| 227468 | 2005 WJ135             | 25 de novembre de 2005 | Mount Lemmon         | Mt. Lemmon Survey |
| 227469 | 2005 WQ142             | 29 de novembre de 2005 | Mount Lemmon         | Mt. Lemmon Survey |
| 227470 | 2005 WU147             | 25 de novembre de 2005 | Kitt Peak            | Spacewatch        |
| 227471 | 2005 WO160             | 28 de novembre de 2005 | Kitt Peak            | Spacewatch        |
| 227472 | 2005 WF162             | 28 de novembre de 2005 | Mount Lemmon         | Mt. Lemmon Survey |
| 227473 | 2005 WO166             | 29 de novembre de 2005 | Mount Lemmon         | Mt. Lemmon Survey |
| 227474 | 2005 WZ167             | 30 de novembre de 2005 | Kitt Peak            | Spacewatch        |
| 227475 | 2005 WY174             | 30 de novembre de 2005 | Kitt Peak            | Spacewatch        |
| 227476 | 2005 WA177             | 30 de novembre de 2005 | Kitt Peak            | Spacewatch        |
| 227477 | 2005 WV185             | 30 de novembre de 2005 | Socorro              | LINEAR            |
| 227478 | 2005 WY188             | 30 de novembre de 2005 | Socorro              | LINEAR            |
| 227479 | 2005 WE190             | 20 de novembre de 2005 | Anderson Mesa        | LONEOS            |
| 227480 | 2005 WP192             | 25 de novembre de 2005 | Catalina             | CSS               |
| 227481 | 2005 WT194             | 29 de novembre de 2005 | Catalina             | CSS               |
| 227482 | 2005 WG202             | 30 de novembre de 2005 | Kitt Peak            | Spacewatch        |
| 227483 | 2005 XO                | 1 de desembre de 2005  | Junk Bond            | D. Healy          |
| 227484 | 2005 XB3               | 1 de desembre de 2005  | Socorro              | LINEAR            |
| 227485 | 2005 XF13              | 1 de desembre de 2005  | Kitt Peak            | Spacewatch        |
| 227486 | 2005 XQ17              | 1 de desembre de 2005  | Kitt Peak            | Spacewatch        |
| 227487 | 2005 XD19              | 2 de desembre de 2005  | Kitt Peak            | Spacewatch        |
| 227488 | 2005 XN25              | 4 de desembre de 2005  | Socorro              | LINEAR            |
| 227489 | 2005 XS28              | 1 de desembre de 2005  | Palomar              | NEAT              |
| 227490 | 2005 XO34              | 4 de desembre de 2005  | Kitt Peak            | Spacewatch        |
| 227491 | 2005 XW48              | 2 de desembre de 2005  | Socorro              | LINEAR            |
| 227492 | 2005 XR50              | 2 de desembre de 2005  | Kitt Peak            | Spacewatch        |
| 227493 | 2005 XF56              | 5 de desembre de 2005  | Catalina             | CSS               |
| 227494 | 2005 XL67              | 5 de desembre de 2005  | Socorro              | LINEAR            |
| 227495 | 2005 XT71              | 6 de desembre de 2005  | Kitt Peak            | Spacewatch        |
| 227496 | 2005 XW72              | 6 de desembre de 2005  | Kitt Peak            | Spacewatch        |
| 227497 | 2005 XF75              | 6 de desembre de 2005  | Kitt Peak            | Spacewatch        |
| 227498 | 2005 XJ76              | 7 de desembre de 2005  | Kitt Peak            | Spacewatch        |
| 227499 | 2005 XV76              | 8 de desembre de 2005  | Kitt Peak            | Spacewatch        |
| 227500 | 2005 XE78              | 2 de desembre de 2005  | Catalina             | CSS               |

## 227501–227600
| Nom    | Designació provisional | Data de descobriment   | Lloc de descobriment | Descobridor/s     |
| ------ | ---------------------- | ---------------------- | -------------------- | ----------------- |
| 227501 | 2005 XK79              | 1 de desembre de 2005  | Kitt Peak            | Spacewatch        |
| 227502 | 2005 XQ83              | 4 de desembre de 2005  | Socorro              | LINEAR            |
| 227503 | 2005 XR84              | 10 de desembre de 2005 | Catalina             | CSS               |
| 227504 | 2005 XK104             | 1 de desembre de 2005  | Kitt Peak            | M. W. Buie        |
| 227505 | 2005 XW105             | 1 de desembre de 2005  | Kitt Peak            | M. W. Buie        |
| 227506 | 2005 XQ106             | 1 de desembre de 2005  | Kitt Peak            | M. W. Buie        |
| 227507 | 2005 XU114             | 7 de desembre de 2005  | Kitt Peak            | Spacewatch        |
| 227508 | 2005 YS2               | 21 de desembre de 2005 | Anderson Mesa        | LONEOS            |
| 227509 | 2005 YM7               | 22 de desembre de 2005 | Kitt Peak            | Spacewatch        |
| 227510 | 2005 YV10              | 21 de desembre de 2005 | Kitt Peak            | Spacewatch        |
| 227511 | 2005 YN13              | 22 de desembre de 2005 | Kitt Peak            | Spacewatch        |
| 227512 | 2005 YE21              | 24 de desembre de 2005 | Kitt Peak            | Spacewatch        |
| 227513 | 2005 YR30              | 22 de desembre de 2005 | Catalina             | CSS               |
| 227514 | 2005 YS32              | 22 de desembre de 2005 | Kitt Peak            | Spacewatch        |
| 227515 | 2005 YC34              | 24 de desembre de 2005 | Kitt Peak            | Spacewatch        |
| 227516 | 2005 YQ34              | 24 de desembre de 2005 | Kitt Peak            | Spacewatch        |
| 227517 | 2005 YN36              | 25 de desembre de 2005 | Kitt Peak            | Spacewatch        |
| 227518 | 2005 YS39              | 22 de desembre de 2005 | Kitt Peak            | Spacewatch        |
| 227519 | 2005 YV39              | 22 de desembre de 2005 | Kitt Peak            | Spacewatch        |
| 227520 | 2005 YY40              | 21 de desembre de 2005 | Kitt Peak            | Spacewatch        |
| 227521 | 2005 YE42              | 22 de desembre de 2005 | Kitt Peak            | Spacewatch        |
| 227522 | 2005 YD46              | 25 de desembre de 2005 | Kitt Peak            | Spacewatch        |
| 227523 | 2005 YZ54              | 25 de desembre de 2005 | Mount Lemmon         | Mt. Lemmon Survey |
| 227524 | 2005 YF56              | 21 de desembre de 2005 | Catalina             | CSS               |
| 227525 | 2005 YU57              | 24 de desembre de 2005 | Kitt Peak            | Spacewatch        |
| 227526 | 2005 YM59              | 26 de desembre de 2005 | Kitt Peak            | Spacewatch        |
| 227527 | 2005 YX59              | 22 de desembre de 2005 | Kitt Peak            | Spacewatch        |
| 227528 | 2005 YR60              | 22 de desembre de 2005 | Kitt Peak            | Spacewatch        |
| 227529 | 2005 YV61              | 24 de desembre de 2005 | Kitt Peak            | Spacewatch        |
| 227530 | 2005 YZ69              | 26 de desembre de 2005 | Kitt Peak            | Spacewatch        |
| 227531 | 2005 YS73              | 24 de desembre de 2005 | Kitt Peak            | Spacewatch        |
| 227532 | 2005 YD76              | 24 de desembre de 2005 | Kitt Peak            | Spacewatch        |
| 227533 | 2005 YH84              | 24 de desembre de 2005 | Kitt Peak            | Spacewatch        |
| 227534 | 2005 YK84              | 24 de desembre de 2005 | Kitt Peak            | Spacewatch        |
| 227535 | 2005 YF90              | 26 de desembre de 2005 | Mount Lemmon         | Mt. Lemmon Survey |
| 227536 | 2005 YB91              | 26 de desembre de 2005 | Mount Lemmon         | Mt. Lemmon Survey |
| 227537 | 2005 YP91              | 26 de desembre de 2005 | Mount Lemmon         | Mt. Lemmon Survey |
| 227538 | 2005 YJ94              | 27 de desembre de 2005 | Catalina             | CSS               |
| 227539 | 2005 YN96              | 25 de desembre de 2005 | Kitt Peak            | Spacewatch        |
| 227540 | 2005 YL102             | 25 de desembre de 2005 | Kitt Peak            | Spacewatch        |
| 227541 | 2005 YR113             | 25 de desembre de 2005 | Kitt Peak            | Spacewatch        |
| 227542 | 2005 YN115             | 25 de desembre de 2005 | Kitt Peak            | Spacewatch        |
| 227543 | 2005 YP120             | 27 de desembre de 2005 | Mount Lemmon         | Mt. Lemmon Survey |
| 227544 | 2005 YZ124             | 26 de desembre de 2005 | Kitt Peak            | Spacewatch        |
| 227545 | 2005 YZ128             | 25 de desembre de 2005 | Gnosca               | S. Sposetti       |
| 227546 | 2005 YQ135             | 26 de desembre de 2005 | Kitt Peak            | Spacewatch        |
| 227547 | 2005 YS136             | 26 de desembre de 2005 | Kitt Peak            | Spacewatch        |
| 227548 | 2005 YL138             | 26 de desembre de 2005 | Kitt Peak            | Spacewatch        |
| 227549 | 2005 YT144             | 28 de desembre de 2005 | Mount Lemmon         | Mt. Lemmon Survey |
| 227550 | 2005 YD150             | 25 de desembre de 2005 | Kitt Peak            | Spacewatch        |
| 227551 | 2005 YL157             | 27 de desembre de 2005 | Kitt Peak            | Spacewatch        |
| 227552 | 2005 YK167             | 27 de desembre de 2005 | Kitt Peak            | Spacewatch        |
| 227553 | 2005 YX167             | 28 de desembre de 2005 | Palomar              | NEAT              |
| 227554 | 2005 YK170             | 31 de desembre de 2005 | Kitt Peak            | Spacewatch        |
| 227555 | 2005 YH174             | 29 de desembre de 2005 | Catalina             | CSS               |
| 227556 | 2005 YB176             | 22 de desembre de 2005 | Kitt Peak            | Spacewatch        |
| 227557 | 2005 YN178             | 25 de desembre de 2005 | Kitt Peak            | Spacewatch        |
| 227558 | 2005 YQ182             | 30 de desembre de 2005 | Socorro              | LINEAR            |
| 227559 | 2005 YW184             | 27 de desembre de 2005 | Mount Lemmon         | Mt. Lemmon Survey |
| 227560 | 2005 YE185             | 27 de desembre de 2005 | Kitt Peak            | Spacewatch        |
| 227561 | 2005 YX189             | 30 de desembre de 2005 | Socorro              | LINEAR            |
| 227562 | 2005 YM190             | 30 de desembre de 2005 | Kitt Peak            | Spacewatch        |
| 227563 | 2005 YP190             | 30 de desembre de 2005 | Kitt Peak            | Spacewatch        |
| 227564 | 2005 YV192             | 30 de desembre de 2005 | Kitt Peak            | Spacewatch        |
| 227565 | 2005 YN193             | 30 de desembre de 2005 | Kitt Peak            | Spacewatch        |
| 227566 | 2005 YQ199             | 25 de desembre de 2005 | Mount Lemmon         | Mt. Lemmon Survey |
| 227567 | 2005 YY200             | 22 de desembre de 2005 | Kitt Peak            | Spacewatch        |
| 227568 | 2005 YL205             | 26 de desembre de 2005 | Mount Lemmon         | Mt. Lemmon Survey |
| 227569 | 2005 YT206             | 27 de desembre de 2005 | Kitt Peak            | Spacewatch        |
| 227570 | 2005 YH210             | 24 de desembre de 2005 | Socorro              | LINEAR            |
| 227571 | 2005 YW214             | 30 de desembre de 2005 | Catalina             | CSS               |
| 227572 | 2005 YT217             | 31 de desembre de 2005 | Kitt Peak            | Spacewatch        |
| 227573 | 2005 YO221             | 21 de desembre de 2005 | Kitt Peak            | Spacewatch        |
| 227574 | 2005 YR223             | 24 de desembre de 2005 | Kitt Peak            | Spacewatch        |
| 227575 | 2005 YP229             | 26 de desembre de 2005 | Kitt Peak            | Spacewatch        |
| 227576 | 2005 YZ231             | 28 de desembre de 2005 | Kitt Peak            | Spacewatch        |
| 227577 | 2005 YO240             | 29 de desembre de 2005 | Kitt Peak            | Spacewatch        |
| 227578 | 2005 YJ252             | 29 de desembre de 2005 | Kitt Peak            | Spacewatch        |
| 227579 | 2005 YB260             | 24 de desembre de 2005 | Kitt Peak            | Spacewatch        |
| 227580 | 2005 YT273             | 30 de desembre de 2005 | Kitt Peak            | Spacewatch        |
| 227581 | 2005 YH275             | 28 de desembre de 2005 | Mount Lemmon         | Mt. Lemmon Survey |
| 227582 | 2005 YY277             | 25 de desembre de 2005 | Mount Lemmon         | Mt. Lemmon Survey |
| 227583 | 2006 AU2               | 5 de gener de 2006     | Vicques              | M. Ory            |
| 227584 | 2006 AE4               | 7 de gener de 2006     | Mayhill              | A. Lowe           |
| 227585 | 2006 AT5               | 2 de gener de 2006     | Catalina             | CSS               |
| 227586 | 2006 AC9               | 2 de gener de 2006     | Catalina             | CSS               |
| 227587 | 2006 AC18              | 5 de gener de 2006     | Mount Lemmon         | Mt. Lemmon Survey |
| 227588 | 2006 AH18              | 5 de gener de 2006     | Mount Lemmon         | Mt. Lemmon Survey |
| 227589 | 2006 AA20              | 5 de gener de 2006     | Catalina             | CSS               |
| 227590 | 2006 AB23              | 4 de gener de 2006     | Kitt Peak            | Spacewatch        |
| 227591 | 2006 AR23              | 4 de gener de 2006     | Kitt Peak            | Spacewatch        |
| 227592 | 2006 AO27              | 5 de gener de 2006     | Kitt Peak            | Spacewatch        |
| 227593 | 2006 AG29              | 6 de gener de 2006     | Kitt Peak            | Spacewatch        |
| 227594 | 2006 AB32              | 5 de gener de 2006     | Catalina             | CSS               |
| 227595 | 2006 AX37              | 4 de gener de 2006     | Kitt Peak            | Spacewatch        |
| 227596 | 2006 AV41              | 5 de gener de 2006     | Kitt Peak            | Spacewatch        |
| 227597 | 2006 AF42              | 6 de gener de 2006     | Kitt Peak            | Spacewatch        |
| 227598 | 2006 AU42              | 6 de gener de 2006     | Kitt Peak            | Spacewatch        |
| 227599 | 2006 AZ48              | 4 de gener de 2006     | Mount Lemmon         | Mt. Lemmon Survey |
| 227600 | 2006 AU52              | 5 de gener de 2006     | Kitt Peak            | Spacewatch        |

## 227601–227700
| Nom            | Designació provisional | Data de descobriment | Lloc de descobriment | Descobridor/s     |
| -------------- | ---------------------- | -------------------- | -------------------- | ----------------- |
| 227601         | 2006 AB55              | 5 de gener de 2006   | Kitt Peak            | Spacewatch        |
| 227602         | 2006 AD68              | 5 de gener de 2006   | Mount Lemmon         | Mt. Lemmon Survey |
| 227603         | 2006 AH68              | 5 de gener de 2006   | Mount Lemmon         | Mt. Lemmon Survey |
| 227604         | 2006 AV68              | 5 de gener de 2006   | Mount Lemmon         | Mt. Lemmon Survey |
| 227605         | 2006 AM70              | 6 de gener de 2006   | Kitt Peak            | Spacewatch        |
| 227606         | 2006 AQ70              | 6 de gener de 2006   | Kitt Peak            | Spacewatch        |
| 227607         | 2006 AD71              | 6 de gener de 2006   | Mount Lemmon         | Mt. Lemmon Survey |
| 227608         | 2006 AH71              | 6 de gener de 2006   | Kitt Peak            | Spacewatch        |
| 227609         | 2006 AK78              | 9 de gener de 2006   | Kitt Peak            | Spacewatch        |
| 227610         | 2006 AT84              | 6 de gener de 2006   | Anderson Mesa        | LONEOS            |
| 227611         | 2006 AJ95              | 9 de gener de 2006   | Kitt Peak            | Spacewatch        |
| 227612         | 2006 AO96              | 7 de gener de 2006   | Anderson Mesa        | LONEOS            |
| 227613         | 2006 AF100             | 4 de gener de 2006   | Mount Lemmon         | Mt. Lemmon Survey |
| 227614         | 2006 BJ1               | 20 de gener de 2006  | Kitt Peak            | Spacewatch        |
| 227615         | 2006 BD5               | 21 de gener de 2006  | Kitt Peak            | Spacewatch        |
| 227616         | 2006 BF10              | 20 de gener de 2006  | Kitt Peak            | Spacewatch        |
| 227617         | 2006 BP10              | 20 de gener de 2006  | Kitt Peak            | Spacewatch        |
| 227618         | 2006 BZ13              | 22 de gener de 2006  | Mount Lemmon         | Mt. Lemmon Survey |
| 227619         | 2006 BH26              | 22 de gener de 2006  | Anderson Mesa        | LONEOS            |
| 227620         | 2006 BO33              | 21 de gener de 2006  | Kitt Peak            | Spacewatch        |
| 227621         | 2006 BU43              | 23 de gener de 2006  | Socorro              | LINEAR            |
| 227622         | 2006 BF46              | 23 de gener de 2006  | Mount Lemmon         | Mt. Lemmon Survey |
| 227623         | 2006 BW49              | 25 de gener de 2006  | Kitt Peak            | Spacewatch        |
| 227624         | 2006 BX59              | 25 de gener de 2006  | Kitt Peak            | Spacewatch        |
| 227625         | 2006 BG60              | 26 de gener de 2006  | Kitt Peak            | Spacewatch        |
| 227626         | 2006 BG62              | 22 de gener de 2006  | Catalina             | CSS               |
| 227627         | 2006 BS65              | 23 de gener de 2006  | Kitt Peak            | Spacewatch        |
| 227628         | 2006 BN73              | 23 de gener de 2006  | Kitt Peak            | Spacewatch        |
| 227629         | 2006 BT77              | 23 de gener de 2006  | Mount Lemmon         | Mt. Lemmon Survey |
| 227630         | 2006 BR84              | 25 de gener de 2006  | Kitt Peak            | Spacewatch        |
| 227631         | 2006 BT86              | 25 de gener de 2006  | Kitt Peak            | Spacewatch        |
| 227632         | 2006 BX87              | 25 de gener de 2006  | Kitt Peak            | Spacewatch        |
| 227633         | 2006 BY91              | 26 de gener de 2006  | Kitt Peak            | Spacewatch        |
| 227634         | 2006 BV93              | 26 de gener de 2006  | Kitt Peak            | Spacewatch        |
| 227635         | 2006 BU94              | 26 de gener de 2006  | Kitt Peak            | Spacewatch        |
| 227636         | 2006 BX94              | 26 de gener de 2006  | Mount Lemmon         | Mt. Lemmon Survey |
| 227637         | 2006 BG95              | 26 de gener de 2006  | Kitt Peak            | Spacewatch        |
| 227638         | 2006 BM95              | 26 de gener de 2006  | Kitt Peak            | Spacewatch        |
| 227639         | 2006 BS95              | 26 de gener de 2006  | Kitt Peak            | Spacewatch        |
| 227640         | 2006 BT98              | 20 de gener de 2006  | Catalina             | CSS               |
| 227641 Nothomb | 2006 BD99              | 28 de gener de 2006  | Nogales              | J.-C. Merlin      |
| 227642         | 2006 BW103             | 23 de gener de 2006  | Mount Lemmon         | Mt. Lemmon Survey |
| 227643         | 2006 BO107             | 25 de gener de 2006  | Kitt Peak            | Spacewatch        |
| 227644         | 2006 BB110             | 25 de gener de 2006  | Kitt Peak            | Spacewatch        |
| 227645         | 2006 BS110             | 25 de gener de 2006  | Kitt Peak            | Spacewatch        |
| 227646         | 2006 BF120             | 26 de gener de 2006  | Kitt Peak            | Spacewatch        |
| 227647         | 2006 BY120             | 26 de gener de 2006  | Kitt Peak            | Spacewatch        |
| 227648         | 2006 BO128             | 26 de gener de 2006  | Mount Lemmon         | Mt. Lemmon Survey |
| 227649         | 2006 BB133             | 26 de gener de 2006  | Kitt Peak            | Spacewatch        |
| 227650         | 2006 BP134             | 27 de gener de 2006  | Mount Lemmon         | Mt. Lemmon Survey |
| 227651         | 2006 BH141             | 25 de gener de 2006  | Kitt Peak            | Spacewatch        |
| 227652         | 2006 BY142             | 26 de gener de 2006  | Kitt Peak            | Spacewatch        |
| 227653         | 2006 BQ143             | 29 de gener de 2006  | Junk Bond            | D. Healy          |
| 227654         | 2006 BA150             | 24 de gener de 2006  | Anderson Mesa        | LONEOS            |
| 227655         | 2006 BA152             | 25 de gener de 2006  | Kitt Peak            | Spacewatch        |
| 227656         | 2006 BC157             | 25 de gener de 2006  | Kitt Peak            | Spacewatch        |
| 227657         | 2006 BZ157             | 25 de gener de 2006  | Kitt Peak            | Spacewatch        |
| 227658         | 2006 BK172             | 27 de gener de 2006  | Kitt Peak            | Spacewatch        |
| 227659         | 2006 BU173             | 27 de gener de 2006  | Kitt Peak            | Spacewatch        |
| 227660         | 2006 BD174             | 27 de gener de 2006  | Kitt Peak            | Spacewatch        |
| 227661         | 2006 BO192             | 30 de gener de 2006  | Kitt Peak            | Spacewatch        |
| 227662         | 2006 BR199             | 30 de gener de 2006  | Kitt Peak            | Spacewatch        |
| 227663         | 2006 BF201             | 31 de gener de 2006  | Mount Lemmon         | Mt. Lemmon Survey |
| 227664         | 2006 BZ201             | 31 de gener de 2006  | Kitt Peak            | Spacewatch        |
| 227665         | 2006 BD204             | 31 de gener de 2006  | Kitt Peak            | Spacewatch        |
| 227666         | 2006 BC208             | 31 de gener de 2006  | Catalina             | CSS               |
| 227667         | 2006 BG210             | 31 de gener de 2006  | Catalina             | CSS               |
| 227668         | 2006 BE227             | 30 de gener de 2006  | Kitt Peak            | Spacewatch        |
| 227669         | 2006 BH231             | 31 de gener de 2006  | Kitt Peak            | Spacewatch        |
| 227670         | 2006 BZ238             | 31 de gener de 2006  | Mount Lemmon         | Mt. Lemmon Survey |
| 227671         | 2006 BT250             | 31 de gener de 2006  | Kitt Peak            | Spacewatch        |
| 227672         | 2006 BK260             | 31 de gener de 2006  | Kitt Peak            | Spacewatch        |
| 227673         | 2006 CQ12              | 1 de febrer de 2006  | Kitt Peak            | Spacewatch        |
| 227674         | 2006 CY13              | 1 de febrer de 2006  | Kitt Peak            | Spacewatch        |
| 227675         | 2006 CM17              | 1 de febrer de 2006  | Mount Lemmon         | Mt. Lemmon Survey |
| 227676         | 2006 CA18              | 1 de febrer de 2006  | Kitt Peak            | Spacewatch        |
| 227677         | 2006 CT19              | 1 de febrer de 2006  | Mount Lemmon         | Mt. Lemmon Survey |
| 227678         | 2006 CS22              | 1 de febrer de 2006  | Mount Lemmon         | Mt. Lemmon Survey |
| 227679         | 2006 CG33              | 2 de febrer de 2006  | Catalina             | CSS               |
| 227680         | 2006 CR35              | 2 de febrer de 2006  | Catalina             | CSS               |
| 227681         | 2006 CJ42              | 2 de febrer de 2006  | Kitt Peak            | Spacewatch        |
| 227682         | 2006 CP48              | 3 de febrer de 2006  | Mount Lemmon         | Mt. Lemmon Survey |
| 227683         | 2006 CO49              | 3 de febrer de 2006  | Socorro              | LINEAR            |
| 227684         | 2006 CQ62              | 9 de febrer de 2006  | Palomar              | NEAT              |
| 227685         | 2006 CR62              | 9 de febrer de 2006  | Palomar              | NEAT              |
| 227686         | 2006 DQ2               | 20 de febrer de 2006 | Kitt Peak            | Spacewatch        |
| 227687         | 2006 DE6               | 20 de febrer de 2006 | Catalina             | CSS               |
| 227688         | 2006 DN16              | 20 de febrer de 2006 | Kitt Peak            | Spacewatch        |
| 227689         | 2006 DA17              | 20 de febrer de 2006 | Kitt Peak            | Spacewatch        |
| 227690         | 2006 DK23              | 20 de febrer de 2006 | Kitt Peak            | Spacewatch        |
| 227691         | 2006 DA24              | 20 de febrer de 2006 | Kitt Peak            | Spacewatch        |
| 227692         | 2006 DZ33              | 20 de febrer de 2006 | Kitt Peak            | Spacewatch        |
| 227693         | 2006 DR36              | 20 de febrer de 2006 | Kitt Peak            | Spacewatch        |
| 227694         | 2006 DF39              | 21 de febrer de 2006 | Mount Lemmon         | Mt. Lemmon Survey |
| 227695         | 2006 DK44              | 20 de febrer de 2006 | Catalina             | CSS               |
| 227696         | 2006 DN49              | 21 de febrer de 2006 | Mount Lemmon         | Mt. Lemmon Survey |
| 227697         | 2006 DG57              | 24 de febrer de 2006 | Catalina             | CSS               |
| 227698         | 2006 DL60              | 24 de febrer de 2006 | Kitt Peak            | Spacewatch        |
| 227699         | 2006 DB62              | 24 de febrer de 2006 | Catalina             | CSS               |
| 227700         | 2006 DV65              | 21 de febrer de 2006 | Anderson Mesa        | LONEOS            |

## 227701–227800
| Nom              | Designació provisional | Data de descobriment   | Lloc de descobriment | Descobridor/s        |
| ---------------- | ---------------------- | ---------------------- | -------------------- | -------------------- |
| 227701           | 2006 DJ74              | 23 de febrer de 2006   | Anderson Mesa        | LONEOS               |
| 227702           | 2006 DY80              | 24 de febrer de 2006   | Kitt Peak            | Spacewatch           |
| 227703           | 2006 DU82              | 24 de febrer de 2006   | Kitt Peak            | Spacewatch           |
| 227704           | 2006 DU86              | 24 de febrer de 2006   | Kitt Peak            | Spacewatch           |
| 227705           | 2006 DN90              | 24 de febrer de 2006   | Kitt Peak            | Spacewatch           |
| 227706           | 2006 DG93              | 24 de febrer de 2006   | Kitt Peak            | Spacewatch           |
| 227707           | 2006 DA102             | 25 de febrer de 2006   | Kitt Peak            | Spacewatch           |
| 227708           | 2006 DT102             | 25 de febrer de 2006   | Mount Lemmon         | Mt. Lemmon Survey    |
| 227709           | 2006 DB110             | 25 de febrer de 2006   | Mount Lemmon         | Mt. Lemmon Survey    |
| 227710           | 2006 DF111             | 26 de febrer de 2006   | Anderson Mesa        | LONEOS               |
| 227711           | 2006 DP114             | 27 de febrer de 2006   | Catalina             | CSS                  |
| 227712           | 2006 DA116             | 27 de febrer de 2006   | Kitt Peak            | Spacewatch           |
| 227713           | 2006 DZ125             | 25 de febrer de 2006   | Kitt Peak            | Spacewatch           |
| 227714           | 2006 DQ142             | 25 de febrer de 2006   | Kitt Peak            | Spacewatch           |
| 227715           | 2006 DC169             | 27 de febrer de 2006   | Kitt Peak            | Spacewatch           |
| 227716           | 2006 DQ188             | 27 de febrer de 2006   | Kitt Peak            | Spacewatch           |
| 227717           | 2006 DL189             | 27 de febrer de 2006   | Kitt Peak            | Spacewatch           |
| 227718           | 2006 DC197             | 24 de febrer de 2006   | Catalina             | CSS                  |
| 227719           | 2006 DK197             | 24 de febrer de 2006   | Palomar              | NEAT                 |
| 227720           | 2006 DF207             | 25 de febrer de 2006   | Kitt Peak            | Spacewatch           |
| 227721           | 2006 DU208             | 25 de febrer de 2006   | Mount Lemmon         | Mt. Lemmon Survey    |
| 227722           | 2006 EQ                | 4 de març de 2006      | Great Shefford       | Great Shefford       |
| 227723           | 2006 EM8               | 2 de març de 2006      | Kitt Peak            | Spacewatch           |
| 227724           | 2006 EE21              | 3 de març de 2006      | Kitt Peak            | Spacewatch           |
| 227725           | 2006 EW28              | 3 de març de 2006      | Kitt Peak            | Spacewatch           |
| 227726           | 2006 EA29              | 3 de març de 2006      | Kitt Peak            | Spacewatch           |
| 227727           | 2006 EF35              | 3 de març de 2006      | Kitt Peak            | Spacewatch           |
| 227728           | 2006 EB43              | 4 de març de 2006      | Catalina             | CSS                  |
| 227729           | 2006 EG56              | 5 de març de 2006      | Kitt Peak            | Spacewatch           |
| 227730           | 2006 EG60              | 5 de març de 2006      | Kitt Peak            | Spacewatch           |
| 227731           | 2006 EY62              | 5 de març de 2006      | Kitt Peak            | Spacewatch           |
| 227732           | 2006 FM2               | 23 de març de 2006     | Mount Lemmon         | Mt. Lemmon Survey    |
| 227733           | 2006 FK14              | 23 de març de 2006     | Kitt Peak            | Spacewatch           |
| 227734           | 2006 FU14              | 23 de març de 2006     | Kitt Peak            | Spacewatch           |
| 227735           | 2006 FL16              | 23 de març de 2006     | Mount Lemmon         | Mt. Lemmon Survey    |
| 227736           | 2006 FP19              | 23 de març de 2006     | Mount Lemmon         | Mt. Lemmon Survey    |
| 227737           | 2006 FW20              | 24 de març de 2006     | Kitt Peak            | Spacewatch           |
| 227738           | 2006 FT25              | 24 de març de 2006     | Mount Lemmon         | Mt. Lemmon Survey    |
| 227739           | 2006 FV30              | 25 de març de 2006     | Mount Lemmon         | Mt. Lemmon Survey    |
| 227740           | 2006 FT45              | 24 de març de 2006     | Socorro              | LINEAR               |
| 227741           | 2006 GV17              | 2 d'abril de 2006      | Kitt Peak            | Spacewatch           |
| 227742           | 2006 GQ49              | 7 d'abril de 2006      | Catalina             | CSS                  |
| 227743           | 2006 HS11              | 19 d'abril de 2006     | Mount Lemmon         | Mt. Lemmon Survey    |
| 227744           | 2006 HW22              | 20 d'abril de 2006     | Kitt Peak            | Spacewatch           |
| 227745           | 2006 HJ23              | 20 d'abril de 2006     | Kitt Peak            | Spacewatch           |
| 227746           | 2006 HJ36              | 20 d'abril de 2006     | Catalina             | CSS                  |
| 227747           | 2006 HP54              | 21 d'abril de 2006     | Catalina             | CSS                  |
| 227748           | 2006 HX56              | 20 d'abril de 2006     | Catalina             | CSS                  |
| 227749           | 2006 HG58              | 21 d'abril de 2006     | Ottmarsheim          | C. Rinner            |
| 227750           | 2006 HV58              | 21 d'abril de 2006     | Catalina             | CSS                  |
| 227751           | 2006 HN61              | 24 d'abril de 2006     | Kitt Peak            | Spacewatch           |
| 227752           | 2006 HF88              | 30 d'abril de 2006     | Kitt Peak            | Spacewatch           |
| 227753           | 2006 HH88              | 30 d'abril de 2006     | Kitt Peak            | Spacewatch           |
| 227754           | 2006 HV108             | 30 d'abril de 2006     | Catalina             | CSS                  |
| 227755           | 2006 JY8               | 1 de maig de 2006      | Kitt Peak            | Spacewatch           |
| 227756           | 2006 JL46              | 5 de maig de 2006      | Kitt Peak            | Spacewatch           |
| 227757           | 2006 KX14              | 20 de maig de 2006     | Anderson Mesa        | LONEOS               |
| 227758           | 2006 KN113             | 21 de maig de 2006     | Catalina             | CSS                  |
| 227759           | 2006 MQ10              | 20 de juny de 2006     | Kitt Peak            | Spacewatch           |
| 227760           | 2006 MZ13              | 28 de juny de 2006     | Siding Spring        | Siding Spring Survey |
| 227761           | 2006 QF6               | 18 d'agost de 2006     | Socorro              | LINEAR               |
| 227762           | 2006 QH163             | 31 d'agost de 2006     | Siding Spring        | Siding Spring Survey |
| 227763           | 2006 RC2               | 14 de setembre de 2006 | Catalina             | CSS                  |
| 227764           | 2006 SU59              | 17 de setembre de 2006 | Catalina             | CSS                  |
| 227765           | 2006 SP393             | 28 de setembre de 2006 | Mount Lemmon         | Mt. Lemmon Survey    |
| 227766           | 2006 TT87              | 13 d'octubre de 2006   | Kitt Peak            | Spacewatch           |
| 227767 Enkibilal | 2006 US62              | 20 d'octubre de 2006   | Nogales              | J.-C. Merlin         |
| 227768           | 2006 UM72              | 17 d'octubre de 2006   | Catalina             | CSS                  |
| 227769           | 2006 UX88              | 17 d'octubre de 2006   | Kitt Peak            | Spacewatch           |
| 227770           | 2006 US289             | 30 d'octubre de 2006   | Altschwendt          | W. Ries              |
| 227771           | 2006 VG35              | 11 de novembre de 2006 | Mount Lemmon         | Mt. Lemmon Survey    |
| 227772           | 2006 VL37              | 11 de novembre de 2006 | Catalina             | CSS                  |
| 227773           | 2006 VR91              | 14 de novembre de 2006 | Mount Lemmon         | Mt. Lemmon Survey    |
| 227774           | 2006 VV95              | 13 de novembre de 2006 | Kitt Peak            | Spacewatch           |
| 227775           | 2006 VS110             | 13 de novembre de 2006 | Kitt Peak            | Spacewatch           |
| 227776           | 2006 VO124             | 14 de novembre de 2006 | Kitt Peak            | Spacewatch           |
| 227777           | 2006 VW127             | 15 de novembre de 2006 | Kitt Peak            | Spacewatch           |
| 227778           | 2006 VO133             | 15 de novembre de 2006 | Socorro              | LINEAR               |
| 227779           | 2006 VR136             | 15 de novembre de 2006 | Kitt Peak            | Spacewatch           |
| 227780           | 2006 WY75              | 18 de novembre de 2006 | Kitt Peak            | Spacewatch           |
| 227781           | 2006 WM153             | 21 de novembre de 2006 | Mount Lemmon         | Mt. Lemmon Survey    |
| 227782           | 2006 WC178             | 23 de novembre de 2006 | Mount Lemmon         | Mt. Lemmon Survey    |
| 227783           | 2006 WK178             | 23 de novembre de 2006 | Kitt Peak            | Spacewatch           |
| 227784           | 2006 WF198             | 27 de novembre de 2006 | Mount Lemmon         | Mt. Lemmon Survey    |
| 227785           | 2006 WS203             | 16 de novembre de 2006 | Mount Lemmon         | Mt. Lemmon Survey    |
| 227786           | 2006 WV203             | 25 de novembre de 2006 | Kitt Peak            | Spacewatch           |
| 227787           | 2006 XO28              | 13 de desembre de 2006 | Kitt Peak            | Spacewatch           |
| 227788           | 2006 XQ49              | 13 de desembre de 2006 | Mount Lemmon         | Mt. Lemmon Survey    |
| 227789           | 2006 XG58              | 14 de desembre de 2006 | Kitt Peak            | Spacewatch           |
| 227790           | 2006 XK59              | 14 de desembre de 2006 | Kitt Peak            | Spacewatch           |
| 227791           | 2006 XZ59              | 14 de desembre de 2006 | Kitt Peak            | Spacewatch           |
| 227792           | 2006 XW69              | 11 de desembre de 2006 | Kitt Peak            | Spacewatch           |
| 227793           | 2006 YS8               | 20 de desembre de 2006 | Mount Lemmon         | Mt. Lemmon Survey    |
| 227794           | 2006 YZ9               | 21 de desembre de 2006 | Kitt Peak            | Spacewatch           |
| 227795           | 2006 YH19              | 24 de desembre de 2006 | Mount Lemmon         | Mt. Lemmon Survey    |
| 227796           | 2006 YY30              | 21 de desembre de 2006 | Kitt Peak            | Spacewatch           |
| 227797           | 2006 YR32              | 21 de desembre de 2006 | Kitt Peak            | Spacewatch           |
| 227798           | 2006 YY37              | 21 de desembre de 2006 | Kitt Peak            | Spacewatch           |
| 227799           | 2006 YG45              | 21 de desembre de 2006 | Kitt Peak            | Spacewatch           |
| 227800           | 2006 YN50              | 21 de desembre de 2006 | Kitt Peak            | M. W. Buie           |

## 227801–227900
| Nom    | Designació provisional | Data de descobriment | Lloc de descobriment | Descobridor/s       |
| ------ | ---------------------- | -------------------- | -------------------- | ------------------- |
| 227801 | 2007 AZ13              | 9 de gener de 2007   | Mount Lemmon         | Mt. Lemmon Survey   |
| 227802 | 2007 AA16              | 10 de gener de 2007  | Catalina             | CSS                 |
| 227803 | 2007 AD21              | 10 de gener de 2007  | Mount Lemmon         | Mt. Lemmon Survey   |
| 227804 | 2007 BQ                | 16 de gener de 2007  | Socorro              | LINEAR              |
| 227805 | 2007 BF1               | 16 de gener de 2007  | Catalina             | CSS                 |
| 227806 | 2007 BF6               | 17 de gener de 2007  | Palomar              | NEAT                |
| 227807 | 2007 BL18              | 17 de gener de 2007  | Palomar              | NEAT                |
| 227808 | 2007 BK21              | 24 de gener de 2007  | Socorro              | LINEAR              |
| 227809 | 2007 BA38              | 24 de gener de 2007  | Mount Lemmon         | Mt. Lemmon Survey   |
| 227810 | 2007 BM43              | 24 de gener de 2007  | Mount Lemmon         | Mt. Lemmon Survey   |
| 227811 | 2007 BW43              | 24 de gener de 2007  | Catalina             | CSS                 |
| 227812 | 2007 BJ47              | 26 de gener de 2007  | Kitt Peak            | Spacewatch          |
| 227813 | 2007 BD50              | 27 de gener de 2007  | Mount Lemmon         | Mt. Lemmon Survey   |
| 227814 | 2007 BE50              | 28 de gener de 2007  | Marly                | P. Kocher           |
| 227815 | 2007 BN65              | 27 de gener de 2007  | Mount Lemmon         | Mt. Lemmon Survey   |
| 227816 | 2007 BL66              | 27 de gener de 2007  | Mount Lemmon         | Mt. Lemmon Survey   |
| 227817 | 2007 BF69              | 27 de gener de 2007  | Mount Lemmon         | Mt. Lemmon Survey   |
| 227818 | 2007 BE71              | 28 de gener de 2007  | Mount Lemmon         | Mt. Lemmon Survey   |
| 227819 | 2007 BY79              | 29 de gener de 2007  | Kitt Peak            | Spacewatch          |
| 227820 | 2007 BL101             | 28 de gener de 2007  | Mount Lemmon         | Mt. Lemmon Survey   |
| 227821 | 2007 CW4               | 6 de febrer de 2007  | Mount Lemmon         | Mt. Lemmon Survey   |
| 227822 | 2007 CS7               | 6 de febrer de 2007  | Kitt Peak            | Spacewatch          |
| 227823 | 2007 CK19              | 5 de febrer de 2007  | Palomar              | NEAT                |
| 227824 | 2007 CX22              | 6 de febrer de 2007  | Mount Lemmon         | Mt. Lemmon Survey   |
| 227825 | 2007 CE23              | 6 de febrer de 2007  | Lulin                | H.-C. Lin, Q.-z. Ye |
| 227826 | 2007 CG25              | 8 de febrer de 2007  | Kitt Peak            | Spacewatch          |
| 227827 | 2007 CL25              | 8 de febrer de 2007  | Kitt Peak            | Spacewatch          |
| 227828 | 2007 CA38              | 6 de febrer de 2007  | Kitt Peak            | Spacewatch          |
| 227829 | 2007 CQ38              | 6 de febrer de 2007  | Mount Lemmon         | Mt. Lemmon Survey   |
| 227830 | 2007 CG40              | 6 de febrer de 2007  | Kitt Peak            | Spacewatch          |
| 227831 | 2007 CV41              | 7 de febrer de 2007  | Kitt Peak            | Spacewatch          |
| 227832 | 2007 CW41              | 7 de febrer de 2007  | Kitt Peak            | Spacewatch          |
| 227833 | 2007 CJ50              | 8 de febrer de 2007  | Palomar              | NEAT                |
| 227834 | 2007 CP50              | 9 de febrer de 2007  | Kitt Peak            | Spacewatch          |
| 227835 | 2007 CM51              | 14 de febrer de 2007 | Crni Vrh             | Crni Vrh            |
| 227836 | 2007 CJ53              | 15 de febrer de 2007 | Catalina             | CSS                 |
| 227837 | 2007 CX56              | 15 de febrer de 2007 | Catalina             | CSS                 |
| 227838 | 2007 CE63              | 15 de febrer de 2007 | Catalina             | CSS                 |
| 227839 | 2007 CC73              | 14 de febrer de 2007 | Mauna Kea            | Mauna Kea           |
| 227840 | 2007 DC1               | 16 de febrer de 2007 | Calvin-Rehoboth      | Calvin College      |
| 227841 | 2007 DY4               | 17 de febrer de 2007 | Kitt Peak            | Spacewatch          |
| 227842 | 2007 DK7               | 17 de febrer de 2007 | Calvin-Rehoboth      | Calvin College      |
| 227843 | 2007 DC20              | 17 de febrer de 2007 | Kitt Peak            | Spacewatch          |
| 227844 | 2007 DL21              | 17 de febrer de 2007 | Kitt Peak            | Spacewatch          |
| 227845 | 2007 DE24              | 17 de febrer de 2007 | Kitt Peak            | Spacewatch          |
| 227846 | 2007 DQ31              | 17 de febrer de 2007 | Kitt Peak            | Spacewatch          |
| 227847 | 2007 DZ34              | 17 de febrer de 2007 | Kitt Peak            | Spacewatch          |
| 227848 | 2007 DF35              | 17 de febrer de 2007 | Kitt Peak            | Spacewatch          |
| 227849 | 2007 DX36              | 17 de febrer de 2007 | Kitt Peak            | Spacewatch          |
| 227850 | 2007 DV37              | 17 de febrer de 2007 | Kitt Peak            | Spacewatch          |
| 227851 | 2007 DG39              | 17 de febrer de 2007 | Kitt Peak            | Spacewatch          |
| 227852 | 2007 DX46              | 21 de febrer de 2007 | Socorro              | LINEAR              |
| 227853 | 2007 DH47              | 21 de febrer de 2007 | Mount Lemmon         | Mt. Lemmon Survey   |
| 227854 | 2007 DS49              | 16 de febrer de 2007 | Catalina             | CSS                 |
| 227855 | 2007 DK53              | 19 de febrer de 2007 | Mount Lemmon         | Mt. Lemmon Survey   |
| 227856 | 2007 DQ64              | 21 de febrer de 2007 | Kitt Peak            | Spacewatch          |
| 227857 | 2007 DW68              | 21 de febrer de 2007 | Kitt Peak            | Spacewatch          |
| 227858 | 2007 DE72              | 21 de febrer de 2007 | Kitt Peak            | Spacewatch          |
| 227859 | 2007 DW76              | 22 de febrer de 2007 | Anderson Mesa        | LONEOS              |
| 227860 | 2007 DK79              | 23 de febrer de 2007 | Kitt Peak            | Spacewatch          |
| 227861 | 2007 DM82              | 23 de febrer de 2007 | Catalina             | CSS                 |
| 227862 | 2007 DX87              | 23 de febrer de 2007 | Kitt Peak            | Spacewatch          |
| 227863 | 2007 DQ93              | 23 de febrer de 2007 | Kitt Peak            | Spacewatch          |
| 227864 | 2007 DL95              | 23 de febrer de 2007 | Kitt Peak            | Spacewatch          |
| 227865 | 2007 DY96              | 23 de febrer de 2007 | Kitt Peak            | Spacewatch          |
| 227866 | 2007 DQ97              | 23 de febrer de 2007 | Kitt Peak            | Spacewatch          |
| 227867 | 2007 DZ97              | 23 de febrer de 2007 | Kitt Peak            | Spacewatch          |
| 227868 | 2007 DQ112             | 26 de febrer de 2007 | Mount Lemmon         | Mt. Lemmon Survey   |
| 227869 | 2007 DD113             | 17 de febrer de 2007 | Kitt Peak            | Spacewatch          |
| 227870 | 2007 DH115             | 26 de febrer de 2007 | Mount Lemmon         | Mt. Lemmon Survey   |
| 227871 | 2007 EK8               | 9 de març de 2007    | Mount Lemmon         | Mt. Lemmon Survey   |
| 227872 | 2007 EP8               | 9 de març de 2007    | Mount Lemmon         | Mt. Lemmon Survey   |
| 227873 | 2007 EW10              | 9 de març de 2007    | Kitt Peak            | Spacewatch          |
| 227874 | 2007 ER11              | 9 de març de 2007    | Kitt Peak            | Spacewatch          |
| 227875 | 2007 EH16              | 9 de març de 2007    | Mount Lemmon         | Mt. Lemmon Survey   |
| 227876 | 2007 EO18              | 9 de març de 2007    | Palomar              | NEAT                |
| 227877 | 2007 ER21              | 10 de març de 2007   | Kitt Peak            | Spacewatch          |
| 227878 | 2007 EH22              | 10 de març de 2007   | Mount Lemmon         | Mt. Lemmon Survey   |
| 227879 | 2007 EG25              | 10 de març de 2007   | Mount Lemmon         | Mt. Lemmon Survey   |
| 227880 | 2007 ET25              | 10 de març de 2007   | Palomar              | NEAT                |
| 227881 | 2007 EX27              | 9 de març de 2007    | Catalina             | CSS                 |
| 227882 | 2007 EE32              | 10 de març de 2007   | Kitt Peak            | Spacewatch          |
| 227883 | 2007 EU35              | 11 de març de 2007   | Mount Lemmon         | Mt. Lemmon Survey   |
| 227884 | 2007 EU42              | 9 de març de 2007    | Kitt Peak            | Spacewatch          |
| 227885 | 2007 EY42              | 9 de març de 2007    | Kitt Peak            | Spacewatch          |
| 227886 | 2007 EN45              | 9 de març de 2007    | Kitt Peak            | Spacewatch          |
| 227887 | 2007 EK46              | 9 de març de 2007    | Kitt Peak            | Spacewatch          |
| 227888 | 2007 EF48              | 9 de març de 2007    | Kitt Peak            | Spacewatch          |
| 227889 | 2007 EC49              | 9 de març de 2007    | Kitt Peak            | Spacewatch          |
| 227890 | 2007 EJ57              | 9 de març de 2007    | Kitt Peak            | Spacewatch          |
| 227891 | 2007 ET69              | 10 de març de 2007   | Kitt Peak            | Spacewatch          |
| 227892 | 2007 EA70              | 10 de març de 2007   | Kitt Peak            | Spacewatch          |
| 227893 | 2007 EZ79              | 10 de març de 2007   | Kitt Peak            | Spacewatch          |
| 227894 | 2007 EX91              | 10 de març de 2007   | Kitt Peak            | Spacewatch          |
| 227895 | 2007 EY112             | 11 de març de 2007   | Kitt Peak            | Spacewatch          |
| 227896 | 2007 EV118             | 13 de març de 2007   | Mount Lemmon         | Mt. Lemmon Survey   |
| 227897 | 2007 ES126             | 9 de març de 2007    | Palomar              | NEAT                |
| 227898 | 2007 EZ126             | 9 de març de 2007    | Mount Lemmon         | Mt. Lemmon Survey   |
| 227899 | 2007 EF128             | 9 de març de 2007    | Mount Lemmon         | Mt. Lemmon Survey   |
| 227900 | 2007 EU132             | 9 de març de 2007    | Mount Lemmon         | Mt. Lemmon Survey   |

## 227901–228000
| Nom           | Designació provisional | Data de descobriment | Lloc de descobriment | Descobridor/s          |
| ------------- | ---------------------- | -------------------- | -------------------- | ---------------------- |
| 227901        | 2007 EB141             | 12 de març de 2007   | Kitt Peak            | Spacewatch             |
| 227902        | 2007 EV156             | 12 de març de 2007   | Kitt Peak            | Spacewatch             |
| 227903        | 2007 EE165             | 15 de març de 2007   | Mount Lemmon         | Mt. Lemmon Survey      |
| 227904        | 2007 EB168             | 13 de març de 2007   | Kitt Peak            | Spacewatch             |
| 227905        | 2007 EN171             | 11 de març de 2007   | Mount Lemmon         | Mt. Lemmon Survey      |
| 227906        | 2007 EU175             | 14 de març de 2007   | Kitt Peak            | Spacewatch             |
| 227907        | 2007 EO180             | 14 de març de 2007   | Mount Lemmon         | Mt. Lemmon Survey      |
| 227908        | 2007 EU182             | 14 de març de 2007   | Kitt Peak            | Spacewatch             |
| 227909        | 2007 ED188             | 9 de març de 2007    | Catalina             | CSS                    |
| 227910        | 2007 ER194             | 15 de març de 2007   | Kitt Peak            | Spacewatch             |
| 227911        | 2007 EC197             | 15 de març de 2007   | Kitt Peak            | Spacewatch             |
| 227912        | 2007 EJ197             | 15 de març de 2007   | Kitt Peak            | Spacewatch             |
| 227913        | 2007 EJ203             | 10 de març de 2007   | Kitt Peak            | Spacewatch             |
| 227914        | 2007 ET208             | 14 de març de 2007   | Mount Lemmon         | Mt. Lemmon Survey      |
| 227915        | 2007 FQ                | 16 de març de 2007   | Mount Lemmon         | Mt. Lemmon Survey      |
| 227916        | 2007 FZ11              | 17 de març de 2007   | Anderson Mesa        | LONEOS                 |
| 227917        | 2007 FC24              | 20 de març de 2007   | Kitt Peak            | Spacewatch             |
| 227918        | 2007 FR25              | 20 de març de 2007   | Kitt Peak            | Spacewatch             |
| 227919        | 2007 FB36              | 26 de març de 2007   | Kitt Peak            | Spacewatch             |
| 227920        | 2007 FS36              | 26 de març de 2007   | Kitt Peak            | Spacewatch             |
| 227921        | 2007 FF37              | 26 de març de 2007   | Mount Lemmon         | Mt. Lemmon Survey      |
| 227922        | 2007 FQ37              | 26 de març de 2007   | Mount Lemmon         | Mt. Lemmon Survey      |
| 227923        | 2007 FD38              | 26 de març de 2007   | Kitt Peak            | Spacewatch             |
| 227924        | 2007 FW43              | 26 de març de 2007   | Catalina             | CSS                    |
| 227925        | 2007 FS44              | 25 de març de 2007   | Catalina             | CSS                    |
| 227926        | 2007 FX48              | 26 de març de 2007   | Kitt Peak            | Spacewatch             |
| 227927        | 2007 GB                | 3 d'abril de 2007    | Palomar              | NEAT                   |
| 227928        | 2007 GT1               | 6 d'abril de 2007    | Vicques              | M. Ory                 |
| 227929        | 2007 GT4               | 11 d'abril de 2007   | Vicques              | M. Ory                 |
| 227930 Athos  | 2007 GG6               | 14 d'abril de 2007   | Saint-Sulpice        | B. Christophe          |
| 227931        | 2007 GV6               | 7 d'abril de 2007    | Mount Lemmon         | Mt. Lemmon Survey      |
| 227932        | 2007 GT7               | 7 d'abril de 2007    | Mount Lemmon         | Mt. Lemmon Survey      |
| 227933        | 2007 GV15              | 11 d'abril de 2007   | Mount Lemmon         | Mt. Lemmon Survey      |
| 227934        | 2007 GQ16              | 11 d'abril de 2007   | Kitt Peak            | Spacewatch             |
| 227935        | 2007 GY20              | 11 d'abril de 2007   | Mount Lemmon         | Mt. Lemmon Survey      |
| 227936        | 2007 GA22              | 11 d'abril de 2007   | Mount Lemmon         | Mt. Lemmon Survey      |
| 227937        | 2007 GH22              | 11 d'abril de 2007   | Mount Lemmon         | Mt. Lemmon Survey      |
| 227938        | 2007 GD26              | 14 d'abril de 2007   | Mount Lemmon         | Mt. Lemmon Survey      |
| 227939        | 2007 GK29              | 11 d'abril de 2007   | Kitt Peak            | Spacewatch             |
| 227940        | 2007 GV29              | 13 d'abril de 2007   | Siding Spring        | Siding Spring Survey   |
| 227941        | 2007 GF36              | 14 d'abril de 2007   | Kitt Peak            | Spacewatch             |
| 227942        | 2007 GE38              | 14 d'abril de 2007   | Kitt Peak            | Spacewatch             |
| 227943        | 2007 GJ38              | 14 d'abril de 2007   | Kitt Peak            | Spacewatch             |
| 227944        | 2007 GW38              | 14 d'abril de 2007   | Kitt Peak            | Spacewatch             |
| 227945        | 2007 GX40              | 14 d'abril de 2007   | Kitt Peak            | Spacewatch             |
| 227946        | 2007 GW41              | 14 d'abril de 2007   | Kitt Peak            | Spacewatch             |
| 227947        | 2007 GH42              | 14 d'abril de 2007   | Kitt Peak            | Spacewatch             |
| 227948        | 2007 GU46              | 14 d'abril de 2007   | Kitt Peak            | Spacewatch             |
| 227949        | 2007 GS49              | 15 d'abril de 2007   | Socorro              | LINEAR                 |
| 227950        | 2007 GF57              | 15 d'abril de 2007   | Kitt Peak            | Spacewatch             |
| 227951        | 2007 GO59              | 15 d'abril de 2007   | Kitt Peak            | Spacewatch             |
| 227952        | 2007 GY60              | 15 d'abril de 2007   | Kitt Peak            | Spacewatch             |
| 227953        | 2007 GJ61              | 15 d'abril de 2007   | Kitt Peak            | Spacewatch             |
| 227954        | 2007 GZ65              | 15 d'abril de 2007   | Catalina             | CSS                    |
| 227955        | 2007 GQ67              | 15 d'abril de 2007   | Kitt Peak            | Spacewatch             |
| 227956        | 2007 GG69              | 15 d'abril de 2007   | Mount Lemmon         | Mt. Lemmon Survey      |
| 227957        | 2007 GR69              | 15 d'abril de 2007   | Mount Lemmon         | Mt. Lemmon Survey      |
| 227958        | 2007 HH                | 16 d'abril de 2007   | 7300                 | W. K. Y. Yeung         |
| 227959        | 2007 HS5               | 16 d'abril de 2007   | Catalina             | CSS                    |
| 227960        | 2007 HN7               | 16 d'abril de 2007   | Socorro              | LINEAR                 |
| 227961        | 2007 HO10              | 18 d'abril de 2007   | Mount Lemmon         | Mt. Lemmon Survey      |
| 227962 Aramis | 2007 HQ14              | 19 d'abril de 2007   | Saint-Sulpice        | B. Christophe          |
| 227963        | 2007 HR17              | 16 d'abril de 2007   | Socorro              | LINEAR                 |
| 227964        | 2007 HE21              | 18 d'abril de 2007   | Kitt Peak            | Spacewatch             |
| 227965        | 2007 HC22              | 18 d'abril de 2007   | Kitt Peak            | Spacewatch             |
| 227966        | 2007 HM23              | 18 d'abril de 2007   | Kitt Peak            | Spacewatch             |
| 227967        | 2007 HN23              | 18 d'abril de 2007   | Kitt Peak            | Spacewatch             |
| 227968        | 2007 HZ27              | 18 d'abril de 2007   | Kitt Peak            | Spacewatch             |
| 227969        | 2007 HL29              | 19 d'abril de 2007   | Mount Lemmon         | Mt. Lemmon Survey      |
| 227970        | 2007 HL32              | 19 d'abril de 2007   | Mount Lemmon         | Mt. Lemmon Survey      |
| 227971        | 2007 HY36              | 19 d'abril de 2007   | Kitt Peak            | Spacewatch             |
| 227972        | 2007 HG41              | 20 d'abril de 2007   | Kitt Peak            | Spacewatch             |
| 227973        | 2007 HJ48              | 20 d'abril de 2007   | Kitt Peak            | Spacewatch             |
| 227974        | 2007 HX48              | 20 d'abril de 2007   | Kitt Peak            | Spacewatch             |
| 227975        | 2007 HL63              | 22 d'abril de 2007   | Mount Lemmon         | Mt. Lemmon Survey      |
| 227976        | 2007 HP75              | 22 d'abril de 2007   | Mount Lemmon         | Mt. Lemmon Survey      |
| 227977        | 2007 HV79              | 24 d'abril de 2007   | Kitt Peak            | Spacewatch             |
| 227978        | 2007 HD81              | 25 d'abril de 2007   | Mount Lemmon         | Mt. Lemmon Survey      |
| 227979        | 2007 HG87              | 24 d'abril de 2007   | Kitt Peak            | Spacewatch             |
| 227980        | 2007 HA88              | 27 d'abril de 2007   | Desert Moon          | B. L. Stevens          |
| 227981        | 2007 HT96              | 20 d'abril de 2007   | Kitt Peak            | Spacewatch             |
| 227982        | 2007 JG1               | 7 de maig de 2007    | Kitt Peak            | Spacewatch             |
| 227983        | 2007 JR1               | 7 de maig de 2007    | Catalina             | CSS                    |
| 227984        | 2007 JX1               | 7 de maig de 2007    | Catalina             | CSS                    |
| 227985        | 2007 JN2               | 8 de maig de 2007    | Anderson Mesa        | LONEOS                 |
| 227986        | 2007 JP2               | 7 de maig de 2007    | Lulin                | LUSS                   |
| 227987        | 2007 JL3               | 6 de maig de 2007    | Kitt Peak            | Spacewatch             |
| 227988        | 2007 JR5               | 9 de maig de 2007    | Mount Lemmon         | Mt. Lemmon Survey      |
| 227989        | 2007 JP7               | 9 de maig de 2007    | Mount Lemmon         | Mt. Lemmon Survey      |
| 227990        | 2007 JQ9               | 7 de maig de 2007    | Lulin                | Lulin                  |
| 227991        | 2007 JJ10              | 7 de maig de 2007    | Kitt Peak            | Spacewatch             |
| 227992        | 2007 JM17              | 7 de maig de 2007    | Kitt Peak            | Spacewatch             |
| 227993        | 2007 JO17              | 7 de maig de 2007    | Kitt Peak            | Spacewatch             |
| 227994        | 2007 JB19              | 9 de maig de 2007    | Kitt Peak            | Spacewatch             |
| 227995        | 2007 JS21              | 9 de maig de 2007    | Mount Lemmon         | Mt. Lemmon Survey      |
| 227996        | 2007 JM38              | 12 de maig de 2007   | Mount Lemmon         | Mt. Lemmon Survey      |
| 227997        | 2007 KU7               | 16 de maig de 2007   | XuYi                 | PMO NEO Survey Program |
| 227998        | 2007 LD2               | 7 de juny de 2007    | Kitt Peak            | Spacewatch             |
| 227999        | 2007 LY24              | 14 de juny de 2007   | Kitt Peak            | Spacewatch             |
| 228000        | 2007 MJ1               | 16 de juny de 2007   | Kitt Peak            | Spacewatch             |